# Neoplan
Neoplan (eigene Schreibweise NEOPLAN) ist eine Omnibus-Marke der MAN Truck & Bus. Ursprünglich war Neoplan der Markenname, unter dem die 1935 gegründete Gottlob Auwärter GmbH & Co. KG ab 1953 selbsttragende Omnibusse herstellte. Nach der Übernahme der Busproduktion von Auwärter durch MAN existierte ab 2001 die Neoplan Bus GmbH als Teil der Neoman-Unternehmensgruppe, die 2008 in der MAN Nutzfahrzeuge AG aufging. Von 2008 bis 2013 wurden einige unter der Marke Neoplan angebotene Produkte von dem inzwischen insolventen, unabhängigen Hersteller Viseon gebaut und vertrieben.

## Standorte

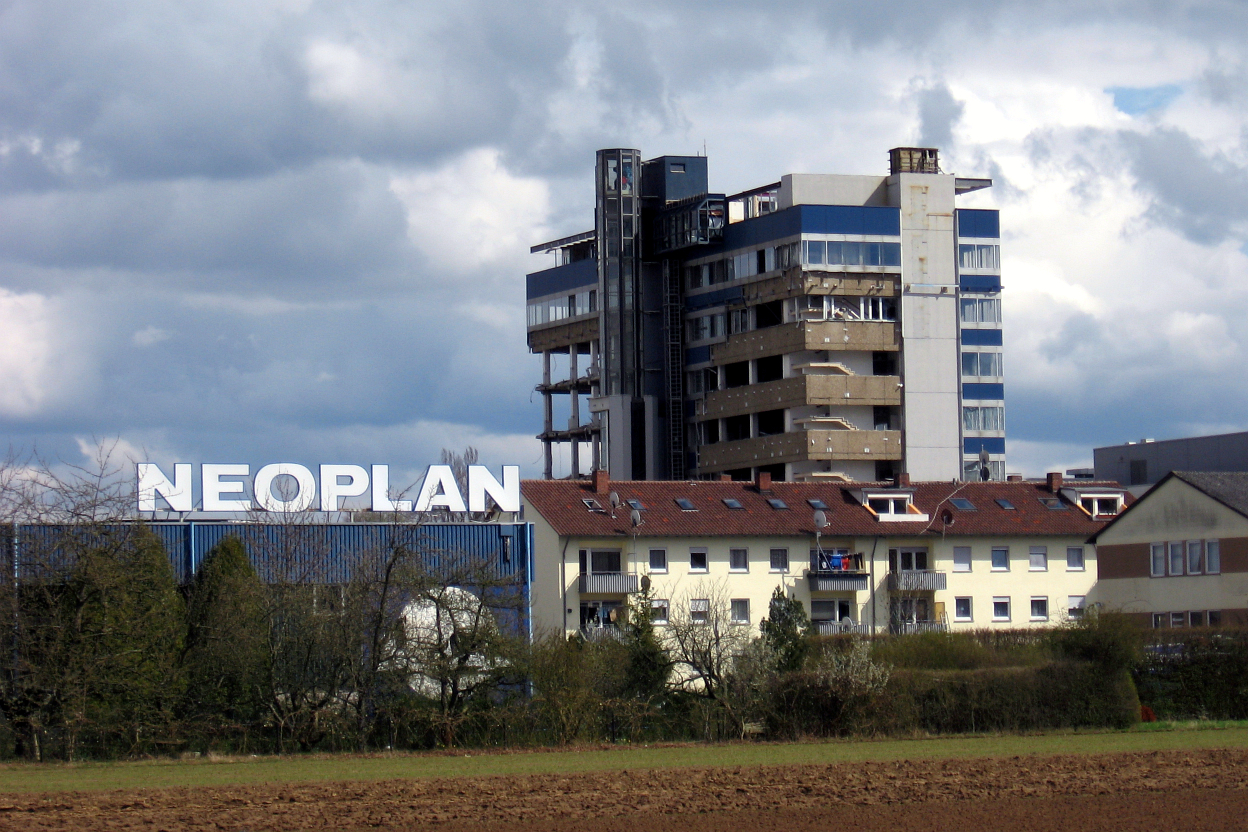
Ehemaliges Neoplan-Stammwerk in Stuttgart-Möhringen

### Deutschland
- Das Stammwerk von Gottlob Auwärter befand sich ab 1935 in Stuttgart-Möhringen. Zum Jahreswechsel 2005/2006 wurde dort die Produktion eingestellt und das Werk zum reinen Service- und Vertriebszentrum umgewandelt. Die Unternehmenszentrale zog im Jahr 2006 in das niederbayerische Pilsting um, ebenso wurden inzwischen die restlichen Aktivitäten (z. B. Bau von Lkw-Anhängern) am Standort Stuttgart-Möhringen aufgegeben und das Gelände an die Häussler-Gruppe verkauft. Im Frühjahr 2007 zog das Omnibusmuseum von Möhringen nach Pilsting um. Das Stammwerk wurde endgültig am 30. April 2007 geschlossen. Ab Ende 2007 liefen die Abbrucharbeiten. Das gesamte Gelände, auf dem die Fa. Gottlob Auwärter gegründet wurde, wich einem neuen Wohn- und Arbeitsgebiet am Probstsee.

- Ein erstes Zweigwerk wurde 1973 in Pilsting angekauft. Schon ab 1977 wurden dort mehr Busse produziert als im Stammwerk. Dort fand dann die Endmontage aller Neoplan-Baureihen sowie der MAN-Doppeldeckerbusse für Berlin, Dubai u. a. statt. 2008 gab MAN bekannt, dass auch in diesem Werk keine Serienfertigung von Neoplan-Omnibussen mehr stattfinden sollte. Das Werk sollte von der neugegründeten Viseon Bus GmbH übernommen und für die Herstellung von Sonderfahrzeugen genutzt werden.

- Das Werk im Berliner Bezirk Spandau fertigte ab 9. März 1981 zunächst Kleinbusse der Telebus-Reihe hauptsächlich für die von der Studiengesellschaft Nahverkehr (SNV) entwickelte Behindertenbeförderung mit Niederflur-Midibussen in Berlin. Später wurde im Montageverbund mit den Werken Plauen und Ehrenhain die Transliner-Baureihe hergestellt. 2001 wurde die Produktion dort eingestellt und das Werk in ein Service- und Vertriebszentrum umgewandelt.

- In Ehrenhain in Thüringen konnte schon am 14. Dezember 1990 das erste Werk in den neuen Bundesländern die Produktion aufnehmen. Es wurden sowohl Busse montiert als auch eine Zuliefererfunktion für die großen Werke wahrgenommen. Heute ist in Ehrenhain die Göppel Bus GmbH (zuvor Neoplan Göppel GmbH) ansässig, die anschließend ganz ins Eigentum des Unternehmens Markus Göppel in Augsburg übergegangen war. Für Neoplan war Ehrenhain nur noch Servicezentrum. Hergestellt wurden dort  Göppel-Aufbauten auf MAN-Midibus-Fahrgestellen bis zur Insolvenz 2014.

- In Plauen (Sachsen) befindet sich derzeit das Hauptwerk. Es entstand am 6. Dezember 1991 durch Umwandlung aus einem Volkseigenen Betrieb, der Arbeiten an ungarischen Ikarus-Bussen ausgeführt hatte. Dort fanden Rohbau und Teilmontage der hochwertigen Neoplan-Reisebusse statt, sowie der übrigen Typen, die noch in der Zeit vor der Übernahme durch MAN entwickelt wurden, also v. a. der Centroliner-Baureihe 4400. Die Produktion sollte wegen mangelnder Auslastung ab März 2015 komplett in die Türkei verlegt werden.[1] Zum 1. Mai 2015 wurde das Werk in ein „Bus Modification Center“ umgewandelt.[2]

- Niederlassungen ohne Produktion existieren in München (ab 3. Januar 1976) und in Herrenberg (ab 30. April 1993).

### Andere Länder

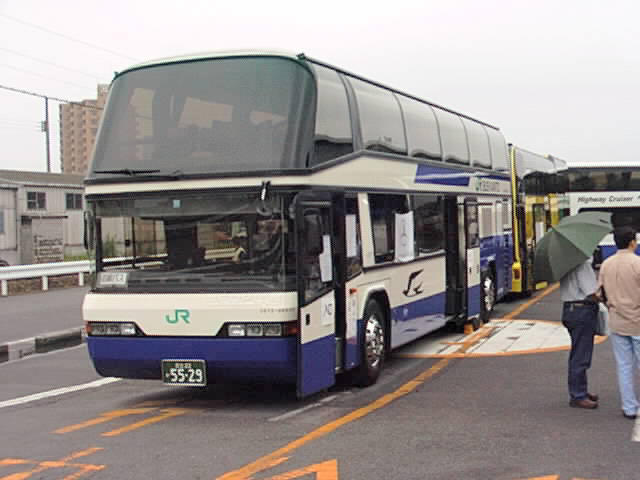
Neoplan-Doppeldeckerbus in Japan

- Eines der ersten Joint-Ventures des damals noch jungen Unternehmens Gottlob Auwärter GmbH & Co. KG kam Mitte der 1950er Jahre mit dem in Jinhua ansässigen und ebenfalls neuen Unternehmen China Youth Automotive zustande, die danach Busmodelle unter den Markennamen „Neoplan“ und „Youngman-Neoplan“ für den chinesischen Markt herstellte und vertrieb. Einige Einheiten waren auch für den Export bestimmt.

- Das zweite ausländische Werk wurde am 12. Dezember 1974 in Kumasi (Ghana) eröffnet. Auch dabei handelte es sich um ein Joint Venture, das zwischen der Republik Ghana und der Neoplan Bus GmbH beschlossen wurde. Lange Zeit wurden dort Modelle der Tropic-Reihe gefertigt. Das aktuelle Produkt trägt den Namen „Tropicliner“. Ein weiteres Werk in Ghana existierte in Accra seit dem 12. Dezember 1978.

- In Bellville bei Kapstadt in Südafrika ist die Neoplan Southern Africa Ltd. ansässig: ein von Auwärter bzw. MAN unabhängiges Unternehmen, das Neoplan-Reisebusse in Lizenz baut. Neben dem „Tropicliner“ werden auch mehrere der aus Europa bekannten Baureihen angeboten.

- Den Sprung in die USA wagte Neoplan mit einem Werk in Lamar (Colorado), das ab 23. Mai 1981 in Betrieb war. Später wurden die US-Aktivitäten in ein unabhängiges Unternehmen namens Neoplan USA ausgegliedert, das Linienbusse nach Neoplan-Lizenzen herstellte. Nach einem starken Rückgang des Marktes für Linienbusse und zunehmenden Qualitätsproblemen stellte Neoplan USA 2006 die Produktion ein.

- Ein zweites, 1986 eröffnetes US-Werk in Honey Brook (Pennsylvania) stellte Midibusse her und existierte nicht lange. Gründe dafür waren einerseits der Rückgang öffentlicher Aufträge nach Subventionsstreichungen, andererseits aber auch die Organisation der Belegschaft in Gewerkschaften und die Forderungen nach Lohnerhöhungen.[3]

- Eine weitere Auslandsniederlassung gab es in Paris (ab 3. Oktober 1978).

- In Bolechowo (Polen) wurde unter dem Namen Neoplan Polska Sp. z o.o. 1994 eine Vertriebsorganisation für den polnischen Markt aufgebaut, an der Auwärter zeitweise mit 30 % beteiligt war. 1996 wurde die Produktion von Bussen nach Neoplan-Lizenzen aufgenommen, und bald war das Unternehmen in Polen Marktführer bei Stadtlinienbussen. Ab 1999 wurden die Fahrzeuge von Neoplan Polska mit einer vom IFS Designatelier (Berlin) entworfenen eigenständigen Karosserie und unter dem Namen Solaris Urbino verkauft. Nach der Übernahme durch MAN trennte sich Neoplan von dieser Beteiligung. Folglich wurde auch die Firma des Unternehmens in Solaris Bus & Coach geändert.

- Bei denjenigen Typen, die seit der Übernahme durch MAN neu eingeführt wurden und weitgehend baugleich mit MAN-Modellen sind, werden die Rohbauten in der Türkei bzw. in Polen gefertigt. Die Flughafenbusse werden bei TVM in Slowenien produziert.

- Wichtige Exportmärkte für Neoplan sind neben den meisten europäischen Ländern der arabische Raum und Hongkong.

## Personen
- Gottlob Auwärter jr. gründete das Unternehmen 1935. 1953 rief er mit seinem ersten selbsttragenden Omnibus die Marke „Neoplan“ ins Leben. Er leitete das Unternehmen bis 1965, arbeitete bis ins hohe Alter weiter mit und starb 1993.

- Albrecht Auwärter, sein ältester Sohn, übernahm die Unternehmensleitung 1965. Unter seiner Führung erlebte das Unternehmen eine Phase rasanten Wachstums. In weniger als zwanzig Jahren wurde der Umsatz mehr als vervierzigfacht. Er starb überraschend 1994.

- Konrad Auwärter, der zweite Sohn, entwickelte als Diplomarbeit 1964 einen Leichtbau-Doppeldecker für den Linieneinsatz. Er baute das Werk in Pilsting auf und leitete es, bis er nach dem Tod des Bruders den Vorsitz des neu geschaffenen Verwaltungsrats übernahm, den er bis zur Übernahme durch MAN 2001 innehatte. Er forcierte u. a. umweltfreundliche Antriebstechnologien.

- Bob Lee entwickelte 1961 zusammen mit Albrecht Auwärter als Diplomarbeit an der Universität Hamburg den legendären Neoplan Typ Hamburg. Schon bald leitete er die Entwicklungsabteilung des Unternehmens. Daneben baute er die amerikanischen Werke von Neoplan auf. Unzählige Neoplan-Omnibusse von den 1960er Jahren bis zur Übernahme durch MAN tragen in Design und Technik bis ins Detail seine Handschrift. Vor seiner Pensionierung im Jahr 2000 war er Sprecher des Vorstands.

- Zwei Männer, die die Blütezeit der Marke Neoplan maßgeblich mitgestaltet haben, Bob Lee und Volker Steimle, organisieren heute die Expansion des türkischen Omnibusherstellers Temsa nach Westeuropa. Deren neuestes Produkt, der Reisebus Diamond, erinnert denn auch an frühere Neoplan-Busse.

## Geschichte

### 1930er und 1940er Jahre

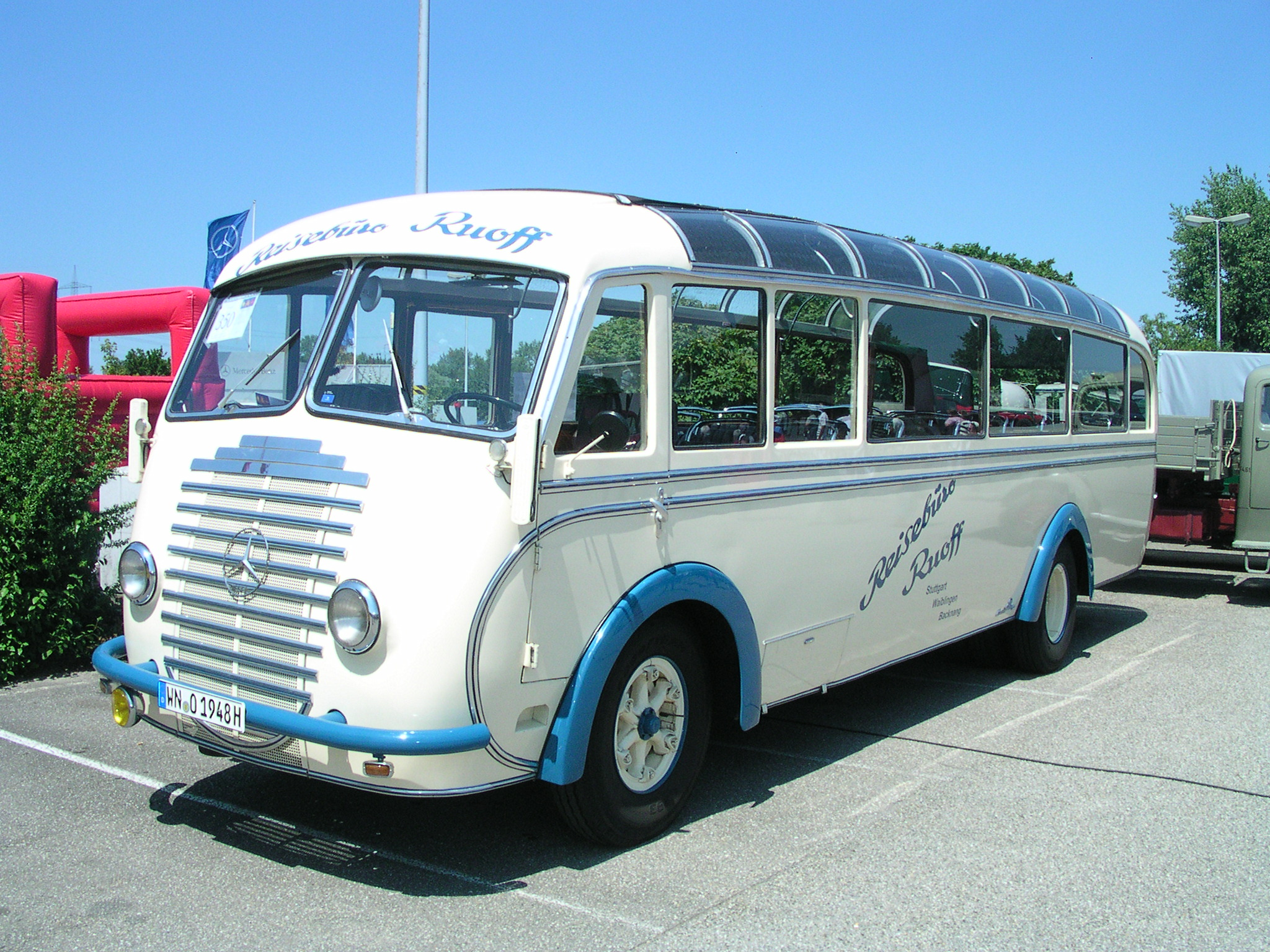
Auwärter-Karosserie von 1948 auf Daimler-Benz Fahrgestell von 1940

Seit den 1920er Jahren war Gottlob Auwärter in der väterlichen Wagnerwerkstatt (der späteren Ernst Auwärter KG) für den neu aufgenommenen Karosseriebau verantwortlich. Da der 1854 gegründete Betrieb dem aufstrebenden Unternehmenszweig zu enge Grenzen auferlegte, gründete Gottlob Auwärter in Stuttgart-Möhringen sein eigenes Unternehmen, das zur Unterscheidung von dem seines Vaters zunächst als Gottlob Auwärter jr. firmierte. Es wurden Busse und Lastwagen auf Fahrgestellen aller namhaften Hersteller des deutschsprachigen Raums aufgebaut. Schon bald waren luxuriöse Reisebusse mit großzügiger Panoramaverglasung die Spezialität von Auwärter. Während des Zweiten Weltkrieges wurde der größte Teil der Belegschaft an den Stuttgarter Flughafen abkommandiert, um dort Flugzeuge zu reparieren, während die wenigen Verbliebenen u. a. hölzerne Pferdewagen für den Russlandfeldzug herstellten. Schon bald nach dem Krieg florierte das Unternehmen wieder. Die robuste Ganzstahlbauweise wurde eingeführt.

### 1950er Jahre

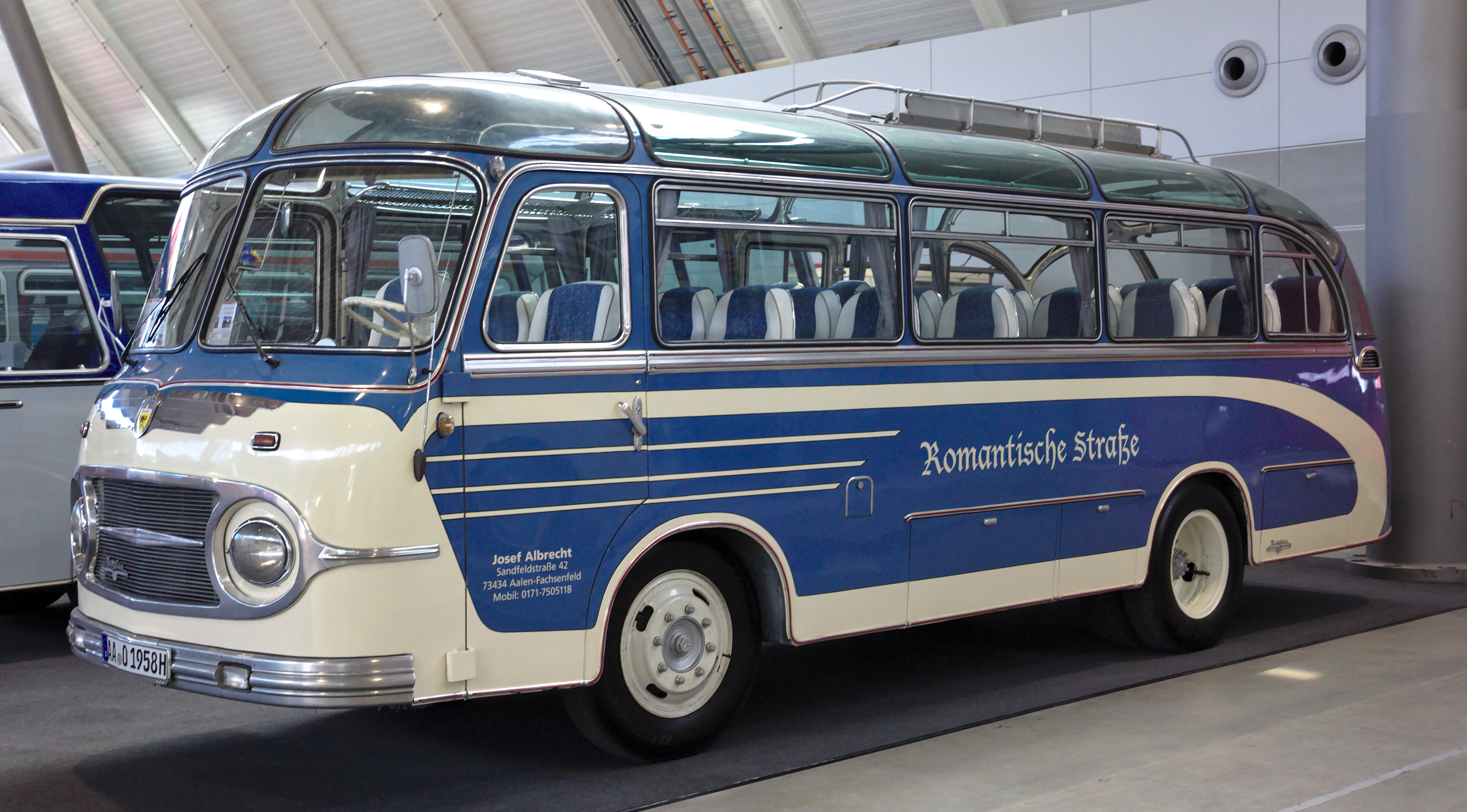
Auwärter Neoplan NH6-7 Baujahr 1958, 132 PS

In der auftragsschwachen Herbst- und Winterzeit wurden Karosserien für Schienenbusse der Württembergischen Eisenbahngesellschaft produziert, um die Auslastung des Werks sicherzustellen. 1953 wurde unter dem neu geschaffenen Markennamen „Neoplan“, ein Akronym für Neuzeitliche Omnibus-Planung, ein völlig neuer Typ vorgestellt: der erste selbsttragende Omnibus aus dem Hause Auwärter. Er hatte kein separates Chassis mehr, sondern ein mit Blechen beplanktes Gerippe, das Fahrgestell und Aufbau miteinander vereinigte, übernahm die tragende Funktion. Gottlob Auwärter hatte erkannt, dass nur Hersteller von Komplettbussen auf dem deutschen Markt langfristig eine Überlebenschance haben würden. 1957 führte Auwärter als erster Omnibushersteller eine neue Achskonstruktion mit Luftfederung und vorderer Einzelradaufhängung ein und ermöglichte so einen höheren Fahrkomfort.

### 1960er Jahre

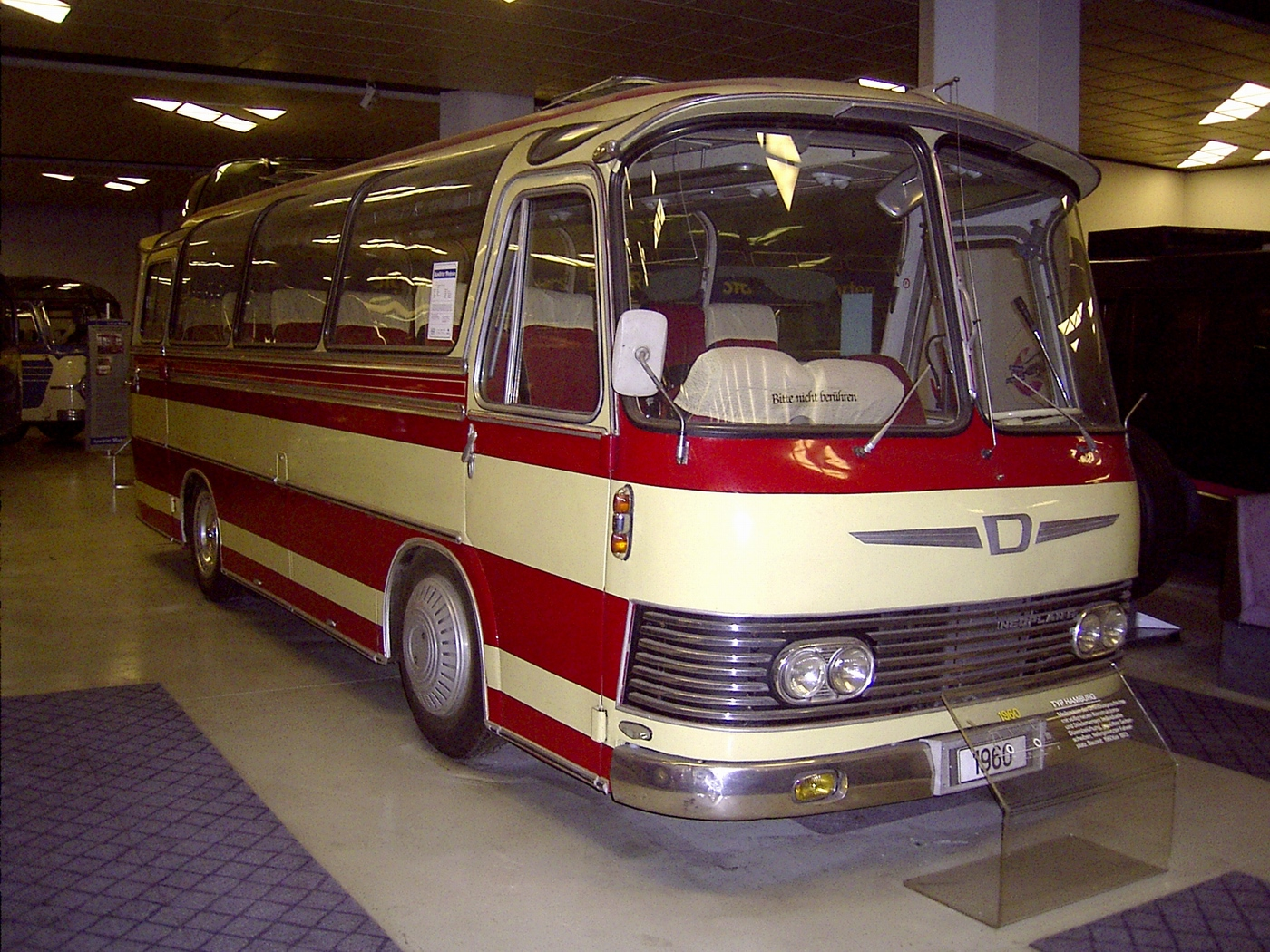
Typ Hamburg

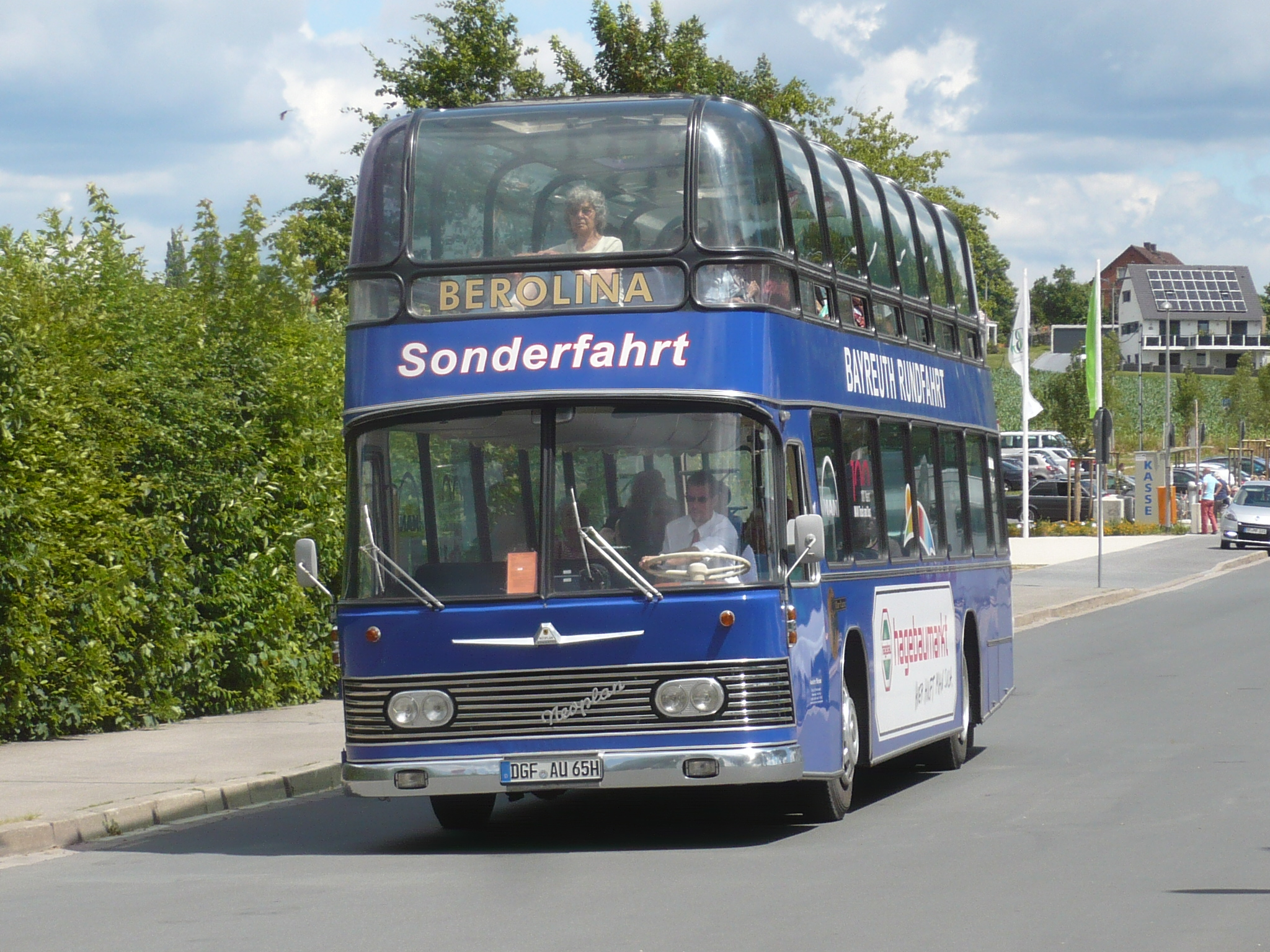
Do-Lux als Rundfahrtbus während der Landesgartenschau in Bayreuth, 2016

1960 wurden die sogenannten Flughafen- oder Vorfeldbusse für den Transport von Flugpassagieren vom Terminal zum Flugzeug vorgestellt; in diesem selbst geschaffenen Marktsegment blieb Neoplan Marktführer und erreichte zeitweise einen Marktanteil von ca. 90 %. 1961 überraschte Neoplan die Fachwelt mit dem Typ Hamburg, der als der erste moderne Reisebus gelten kann. Albrecht Auwärter und Bob Lee hatten ihn als Diplomarbeit an der Universität Hamburg konstruiert. Auffällig war das für damalige Verhältnisse kantige Design mit guter Raumausnutzung. Der Fahrerplatz wurde gegenüber dem Fahrgastraum tiefergelegt, und die Sitze wurden auf Podesten angeordnet. Zwei Luftkanäle im Dach versorgten jeden Fahrgastplatz mit Frischluft, die durch individuell regelbare Düsen austrat. Typisch für Neoplan wurden die in die Dachrundung hineingewölbten großen Fenster mit schräggestellten Fensterholmen, die die damals üblichen separaten Seitenscheiben und Dachrandverglasung ersetzten. Lange Zeit wurden die Neoplan-Omnibusse vorwiegend mit wassergekühlten Motoren von Henschel oder luftgekühlten von Deutz ausgestattet. Später ging man zu Aggregaten von MAN und Daimler-Benz über, in erster Linie, weil die Herstellung von Henschel-Motoren nach der Übernahme von Hanomag-Henschel durch Daimler-Benz Mitte der 1970er Jahre trotz großer Nachfrage von Neoplan und auch Kässbohrer Setra eingestellt wurde. Eine weitere herausragende Neuheit war 1964 ein Liniendoppeldecker in Leichtbauweise, der Do-Bus, den Konrad Auwärter als Diplomarbeit konstruiert hatte. Damit war einerseits der Anstoß gegeben zur Entwicklung des Sightseeing-Doppelstockbusses Do-Lux. 1967 wurde dann der erste doppelstöckige Luxusreisewagen namens Skyliner vorgestellt, der 17 Jahre lang der einzige am Markt blieb, und dessen Nachfolger noch heute das meistverkaufte Modell in dem Segment ist. Andererseits war mit der neuartigen Tiefrahmen-Vorderachse des Do-Bus der erste Schritt in Richtung Niederflurbus getan.

### 1970er Jahre

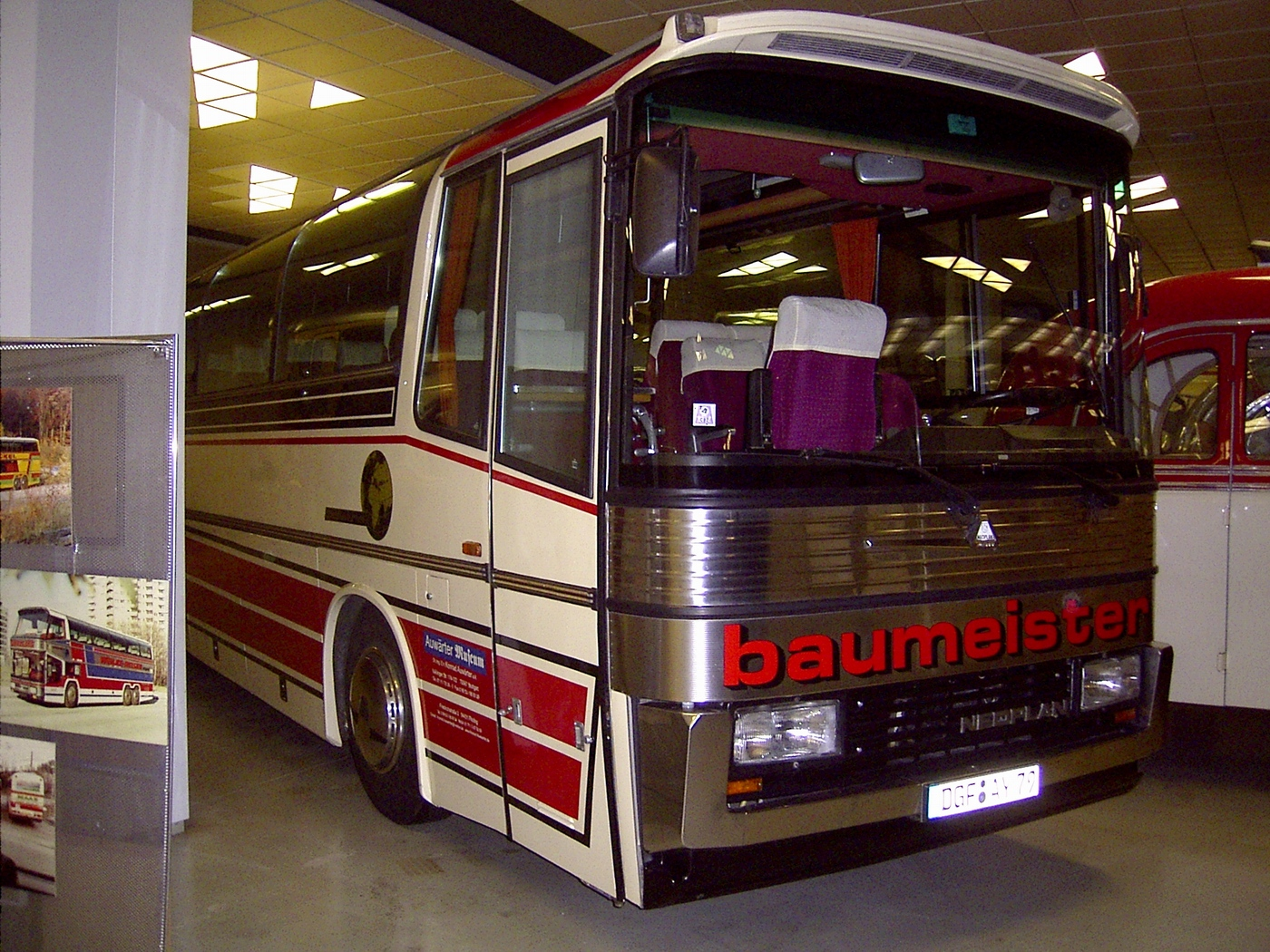
Jetliner in ursprünglicher Ausführung

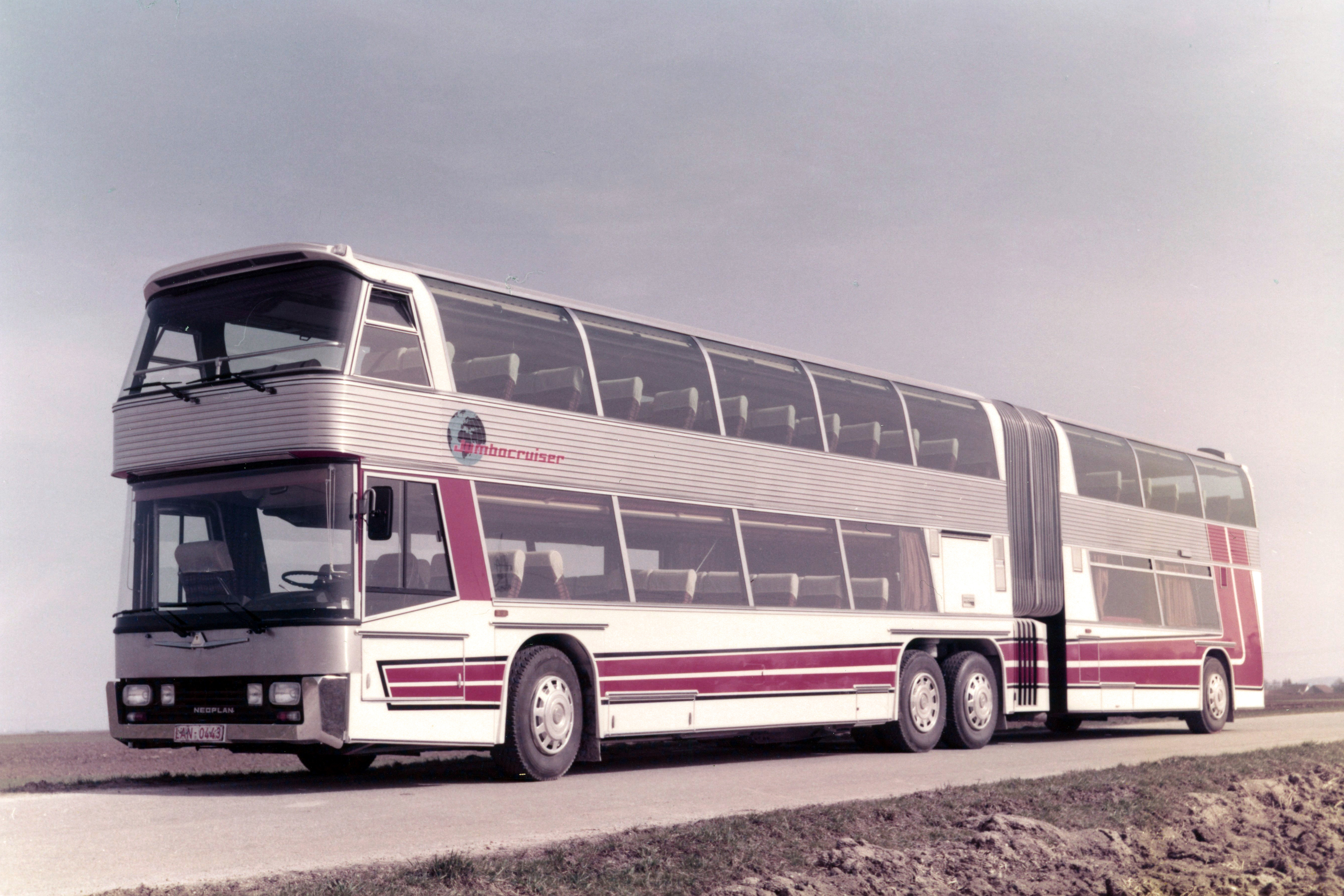
Neoplan Jumbocruiser

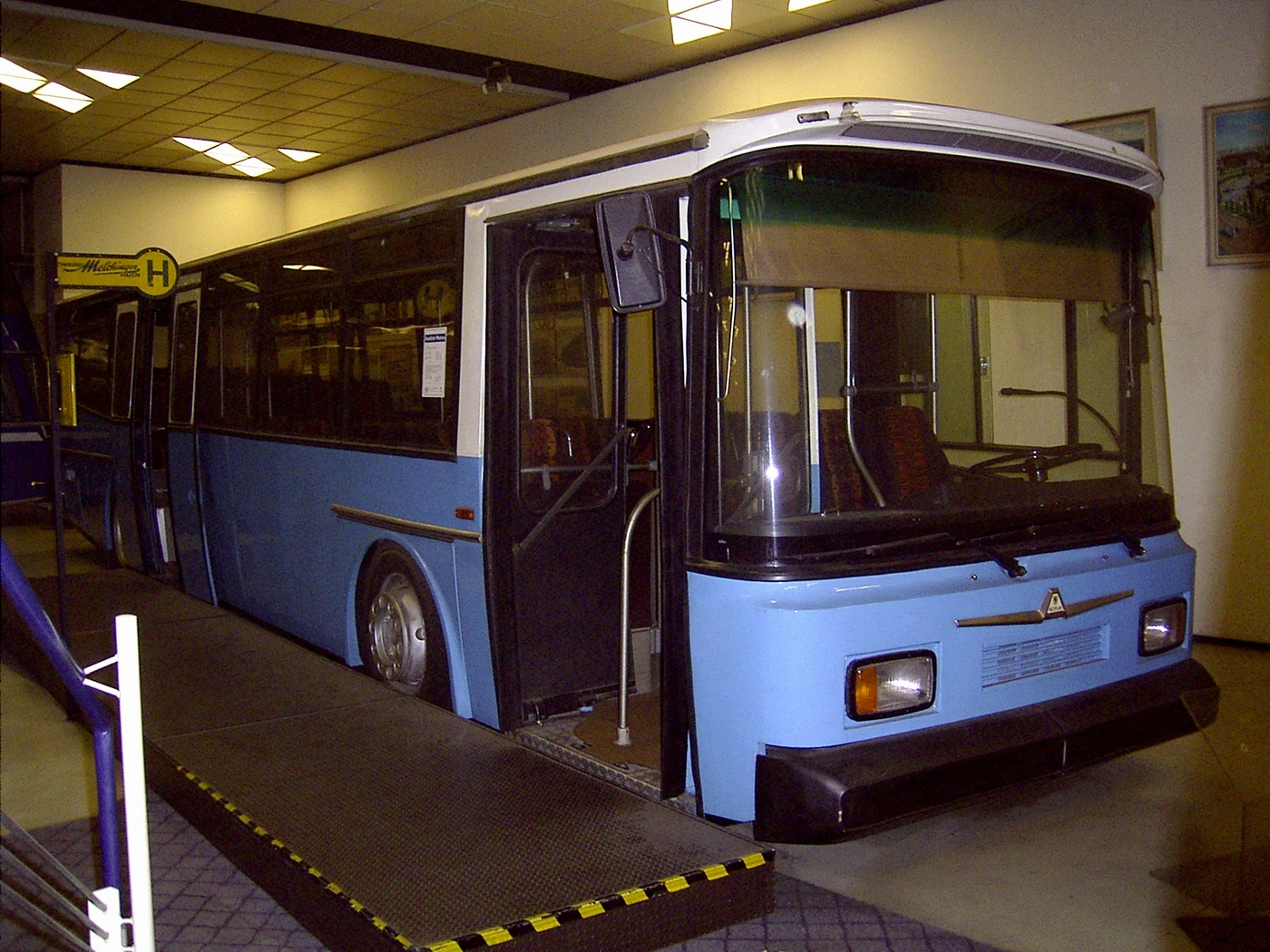
Der weltweit erste moderne Niederflurbus

Eine neue Qualität in der Bustouristik bot seit 1971 der erste Hochdecker, der Cityliner, der in weiterentwickelter Form noch heute einer der beliebtesten Reisebusse in Deutschland ist. Durch die Höherlegung des Fahrgastraums wurden die Sicht für die Passagiere und das Kofferraumvolumen signifikant verbessert. Sogar die ersten Fahrzeuge, die eigentlich für Stadtrundfahrten in Berlin konzipiert waren (daher der Name), wurden bald in den Fernlinien- und Reisedienst übernommen. Ein weiterer Meilenstein war die Einführung des Jetliner, der dem Typ Hamburg nachfolgte. Neu waren vor allem die geklebten Scheiben, die nun zur Steifigkeit der Karosserie beitrugen, die große Frontscheibe und das schnörkellose, damals futuristisch wirkende Design. Im Innenraum fielen die indirekte Beleuchtung und die aus dem Flugzeugbau abgeschauten Gepäckklappen unter dem Dach auf. Die mit dem Jetliner eingeführten Neuerungen wurden umgehend auch für den Cityliner und Skyliner übernommen. Alle Dimensionen bisheriger Omnibusse sprengte Neoplan 1975 mit dem Gelenk-Doppelstockbus Jumbocruiser, der noch heute der größte Omnibus aller Zeiten auf öffentlichen Straßen ist. Auch vom City- und Jetliner wurden unter den Bezeichnungen Highliner und Longliner Gelenkvarianten angeboten. Eine Neoplan-Spezialität wurde ab 1979 der Spaceliner, ein Superhochdecker mit Unterflurcockpit, bei dem der Fahrerplatz unter dem Passagierdeck angeordnet ist. Dadurch konnten sowohl die Größe von Passagier- und Kofferraum als auch die Aussichtsverhältnisse für die Fahrgäste noch einmal verbessert werden. Trotz einiger Anfangserfolge konnte sich dieses Konzept am Markt langfristig jedoch nicht durchsetzen. Einen revolutionären Blick in die Zukunft des Linienbusses wagte Neoplan 1976 mit dem ersten Niederflurbus, der zwei niedrige Einstiege und im Vorderwagen durchgehend eine Bodenhöhe von nur 30 cm über der Straßenoberfläche bot. Der Prototyp kam jedoch zu früh; so wurde die Produktion nach wenigen Exemplaren eingestellt und erst ein Jahrzehnt später in veränderter Form wieder aufgenommen.

### 1980er Jahre

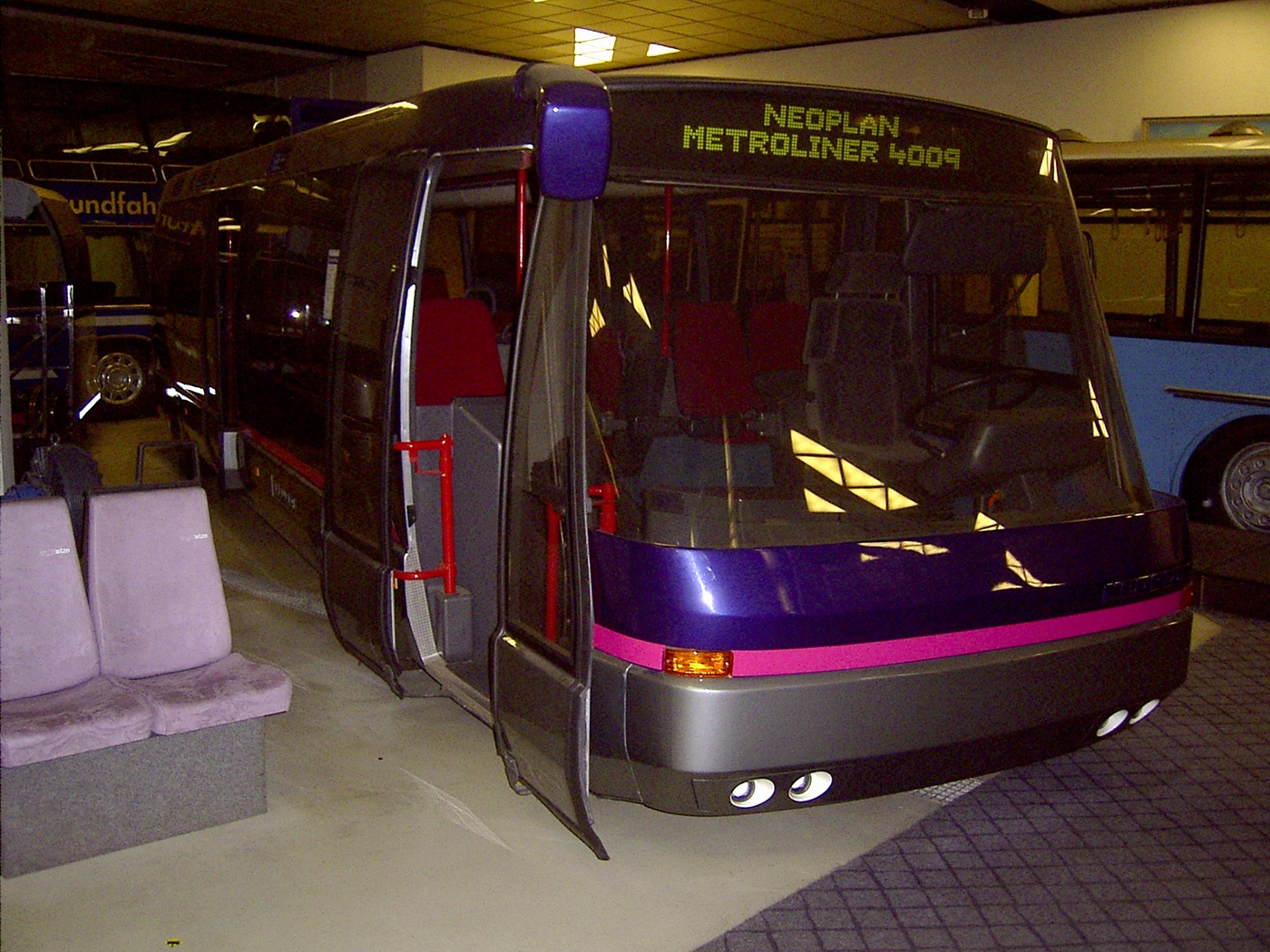
Prototyp des Metroliner im Carbondesign

Erste nennenswerte Erfolge auf dem Linienbusmarkt feierte Neoplan, als Auwärter ab 1980 bzw. 1982 mit den Typen Ü 80 und SL II als erster Hersteller Überland- und Stadtlinienbusse gemäß den Richtlinien für den Standardlinienbus der zweiten Generation einführte (siehe dazu Neoplan N 416). 1981 wurde mit dem Telebus eine Baureihe von Midibussen vorgestellt, die hauptsächlich für die Behindertenbeförderung in Berlin von der Studiengesellschaft Nahverkehr entwickelt wurde und einen Niederflureinstieg im Heck hatte, wo Rollstuhlfahrer direkt hineinfahren konnten.
Im Jahr 1981 begann auch die zunächst sehr erfolgreiche Expansion Neoplans in die USA. Der im gleichen Jahr erstmals nach Saudi-Arabien gelieferte riesige Vorfeldbus Galaxy Lounge mit einer Kapazität von 340 Passagieren und einem Rüssel zum Andocken ans Flugzeug ist der größte Omnibus überhaupt. Zeitweise wurden Neoplan-Omnibusse in den frühen 1980er Jahren mit wassergekühlten DAF- und luftgekühlten Deutz-Motoren ausgestattet, da MAN und Mercedes-Benz den Konkurrenten Neoplan klein halten wollten, indem sie die Lieferung von Dieselmotoren und Komponenten verweigerten. Mit dem Einsatz der luftgekühlten Deutz-Motoren füllte Neoplan außerdem eine Lücke im deutschen Omnibusmarkt, die 1982 durch das Verschwinden des Konkurrenten Magirus-Deutz entstand: Magirus-Deutz-Omnibusse waren traditionell ausschließlich mit luftgekühlten Deutz-Motoren erhältlich gewesen. Zum 50-jährigen Unternehmensjubiläum von Neoplan wurden alle Reisebus-Baureihen technisch und optisch überarbeitet; u. a. wurde ein neuer Cityliner präsentiert, auf dem das heute angebotene Modell basiert. 1987 wurde ein niederfluriger Gelenkbus in Dienst gestellt, der zusammen mit den Stadtwerken München entwickelt wurde. Mit ihm begann zehn Jahre nach dem ersten Neoplan-Niederflurbus endlich der rasante Siegeszug der Niederflurtechnik im Omnibusbau. Nachdem Neoplan schon lange Karosserieteile aus gewichtssparenden Faserverbundwerkstoffen verbaut hatte, ging man 1988 noch einen Schritt weiter: mit dem auch optisch futuristisch gestalteten Metroliner im Carbondesign (MIC). Bei diesem Midibustyp wurde erstmals der traditionelle Aufbau aus Gerippe und Beplankung zugunsten einer freitragenden Außenhaut aus einem Faserverbundwerkstoff, mit Kohlenstofffasern verstärktem Kunststoff, aufgegeben. So konnte das Eigengewicht des Fahrzeugs deutlich verringert werden. Trotz unbestreitbarer Vorteile hatte das Modell es schwer am Markt, nur als Basis für alternative Antriebe erzielte es Achtungserfolge. Der Name Metroliner wurde damit bereits zum zweiten Mal vergeben, denn so hieß seit 1984 bereits ein besonders preisgünstiger Kombibus.

### 1990er Jahre
Nachfolger des Kombibusses Metroliner wurde der Transliner, der im neuen Werk Ehrenhain montiert wurde. Während die Varianten mit niedrigerem Boden als Überland- und Kombibusse verkauft wurden, hatte Neoplan mit den Transliner-Hochdeckern einen preisgünstigen Reisebus im Programm, der nicht nur neue Kunden ansprach, sondern auch immer mehr den Jetliner verdrängte. Da sich die Neoplan-Omnibusse in den neuen Bundesländern besonderer Beliebtheit erfreuten, wurde Neoplan in den 1990er Jahren Marktführer auf dem deutschen Reisebusmarkt. Bereits ab 1990 bot Neoplan als erster deutscher Hersteller wieder einen serienmäßigen Niederflurbus, den aus dem Linienbus N 416 weiterentwickelten N 4016 an, der u. a. auch als Gelenkbus N 4021 erhältlich war. Dieses Modell erreichte neben den etablierten deutschen Linienbusanbietern MAN und Mercedes-Benz immerhin einen Achtungserfolg. 1992 begann ein neues Zeitalter in puncto Omnibus-Außenmaße: bisher waren nur 12 m Länge (18 m beim Gelenkbus) und 2,5 m Breite zugelassen. Neoplan kündigte nun den vierachsigen Megaliner an, einen 15 Meter langen Doppeldecker, der für viele Busunternehmer zum Statussymbol wurde. Derartige Längen waren im Export nach Skandinavien und Südamerika schon länger üblich. In Deutschland waren die ersten Fahrzeuge noch mit Sondergenehmigung unterwegs, doch schon bald wurden die zulässigen Maße EU-weit auf 15 m Länge (18,75 m beim Gelenkbus) und 2,55 m Breite erhöht. Nach und nach bot Neoplan von allen Baureihen überlange Varianten an, die vorübergehend Namen wie Megaspace, Megashuttle (Liniendoppeldecker) und Megatrans (Niederflurbus) hatten. 1996 erschien der Starliner, der seitdem beinahe jährlich zum Bus des Jahres oder zum Coach of the Year gewählt wurde. 1997 erschien der Niederflurbus der dritten Generation, der Centroliner, in modularer Konzeption und mit CAN-Bus. Sein Design wurde wegweisend für die folgende Generation von Stadtbussen. Für den Überlandverkehr gab es drei Niederflurbusse: den Centroliner Ü und zwei Typen namens Regioliner, einer auf Centroliner-, einer auf Transliner-Basis. 1998 wurde der Transliner durch den Euroliner abgelöst, der durch modulare Bauweise und CAN-Bus aber noch kostengünstiger produziert werden konnte. Im Laufe der 1990er Jahre begann Neoplan auch mit dem Einsatz alternativer Antriebe. Batterie-, Wasserstoff-, Oberleitungs- und dieselelektrischer Antrieb sind zu nennen.

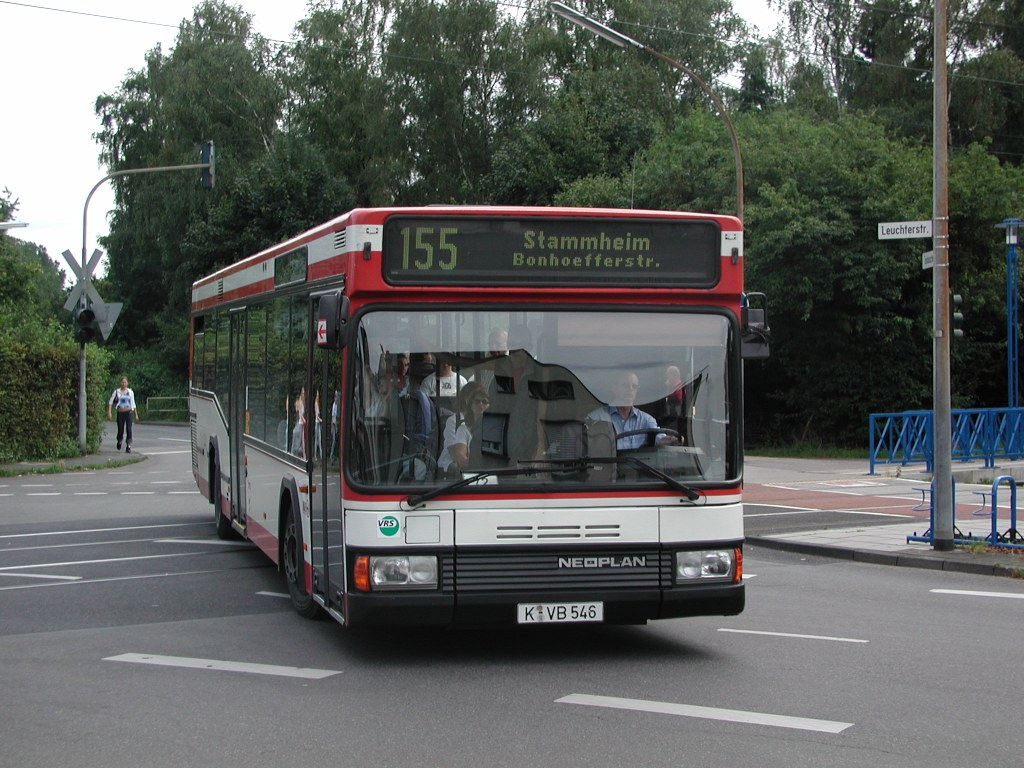
Neoplan Niederflur-Linienbus N 4014 NF der zweiten Serie bei den Kölner Verkehrs-Betrieben, Baujahr 1992
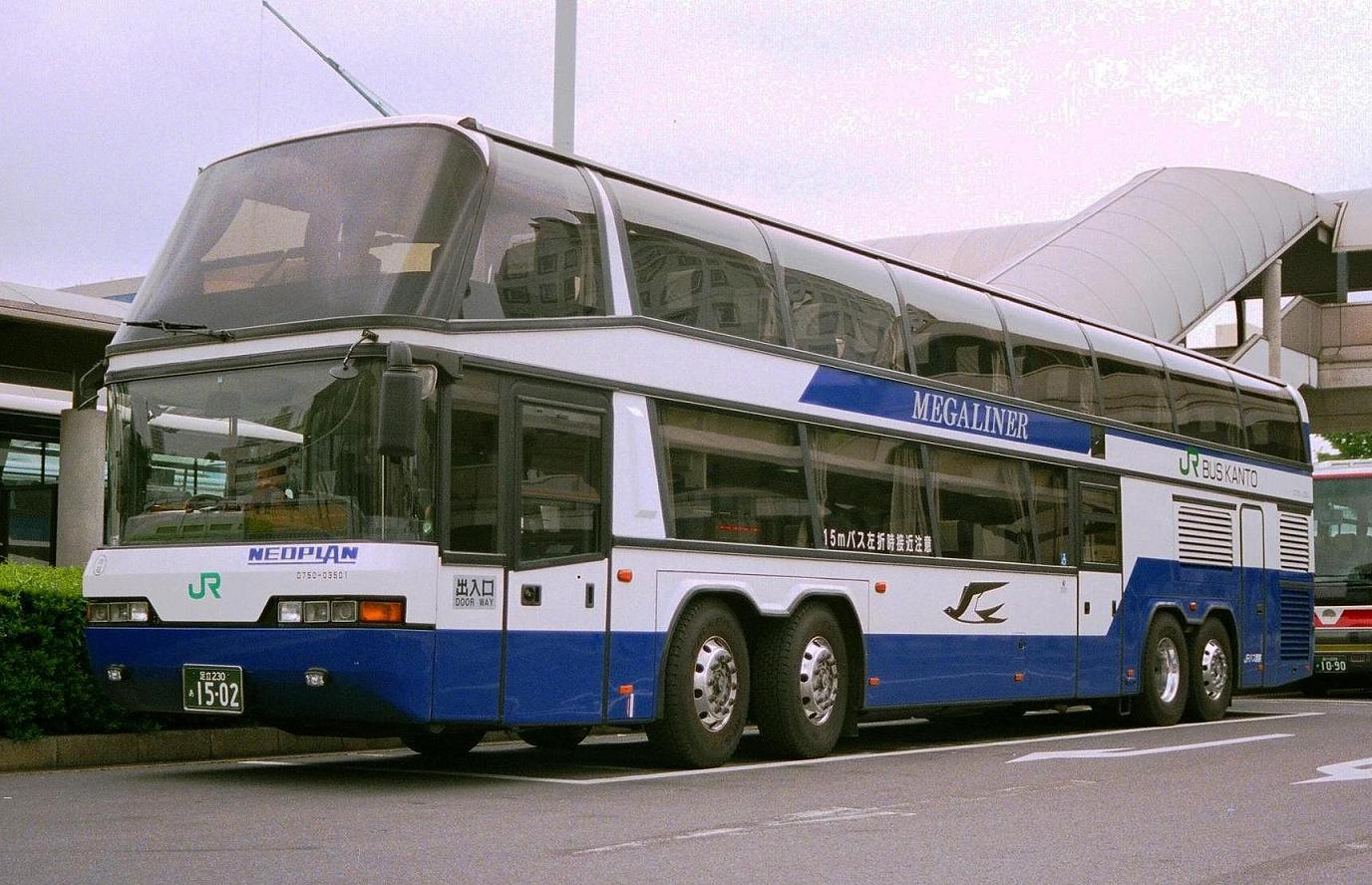
Der vierachsige Megaliner in höhenreduzierter Ausführung für den japanischen Markt
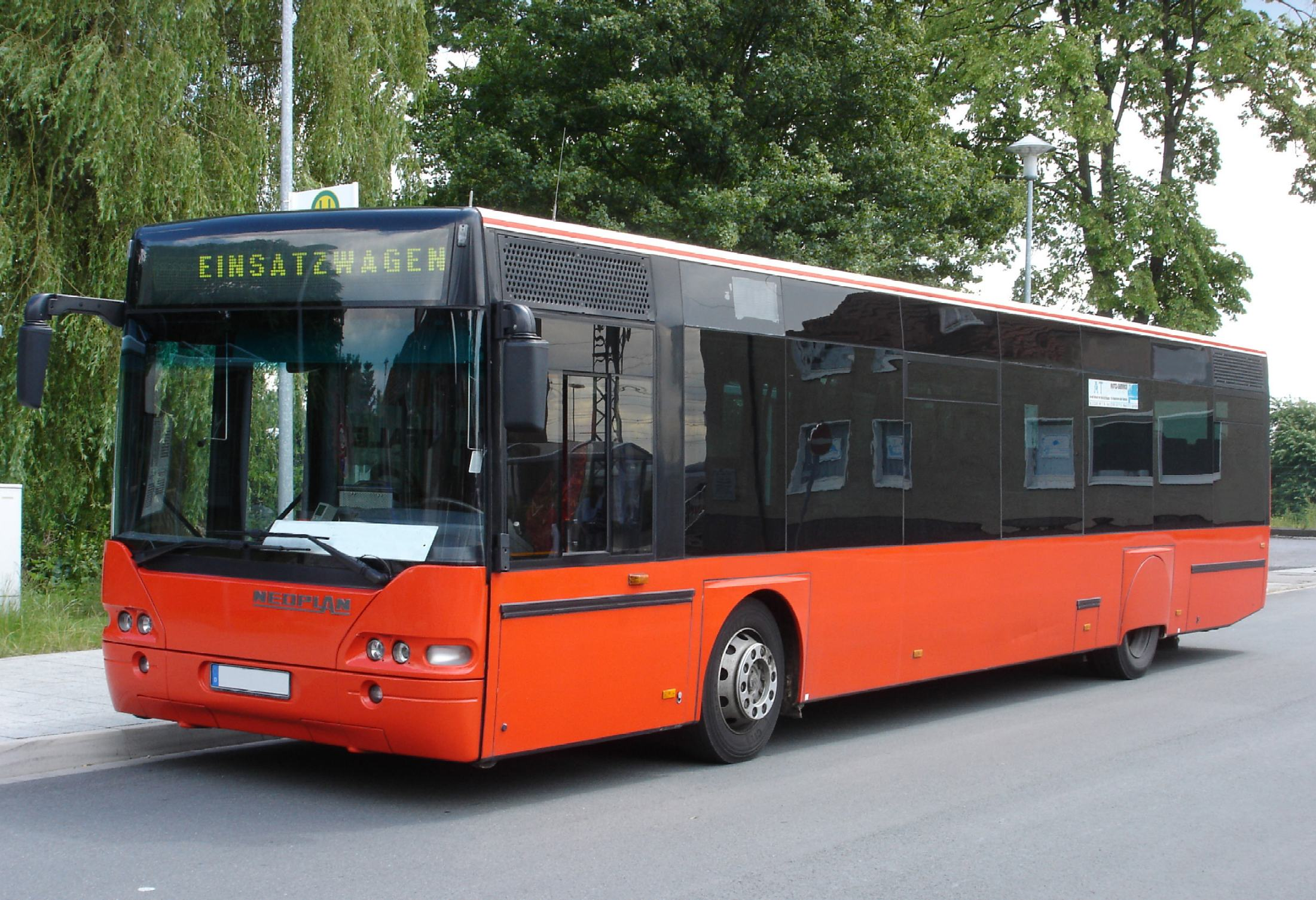
Niederflur-Linienbus Centroliner der ersten Generation
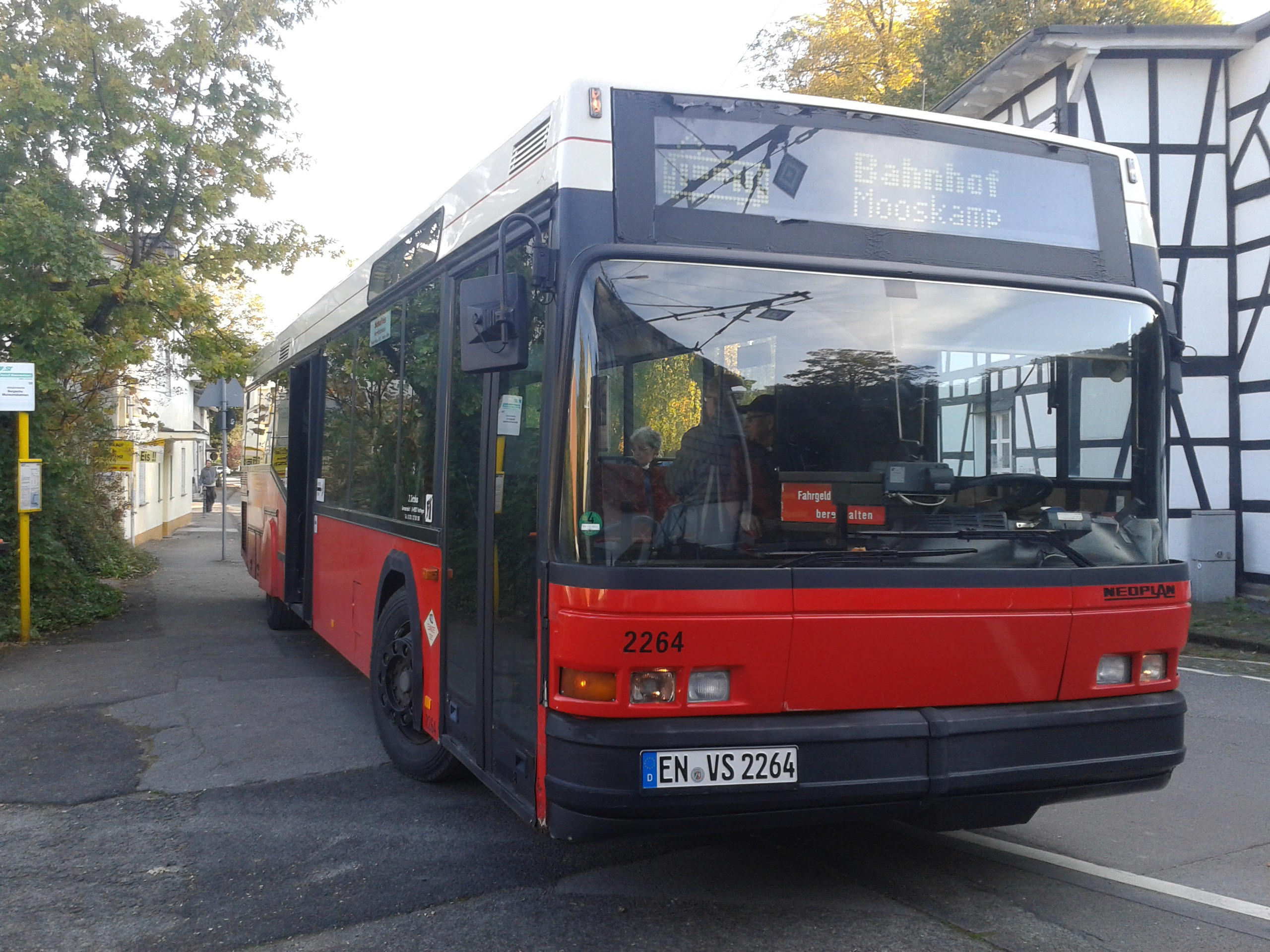
Ein Neoplan im musealen Besitz

### Nach 2000

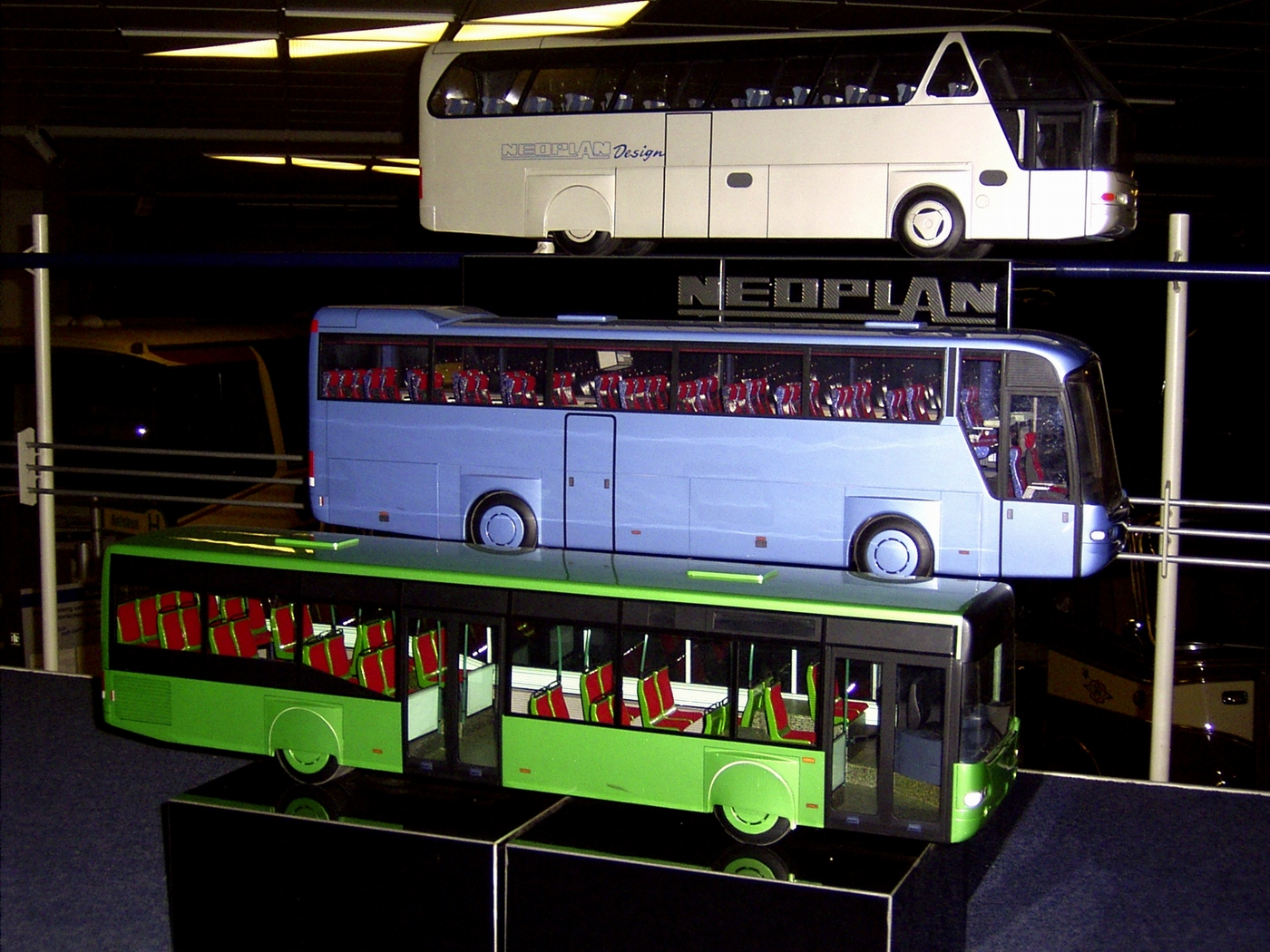
Starliner, Euroliner und Centroliner (von oben): drei Volumenmodelle der Zeit um die Jahrtausendwende im Modell

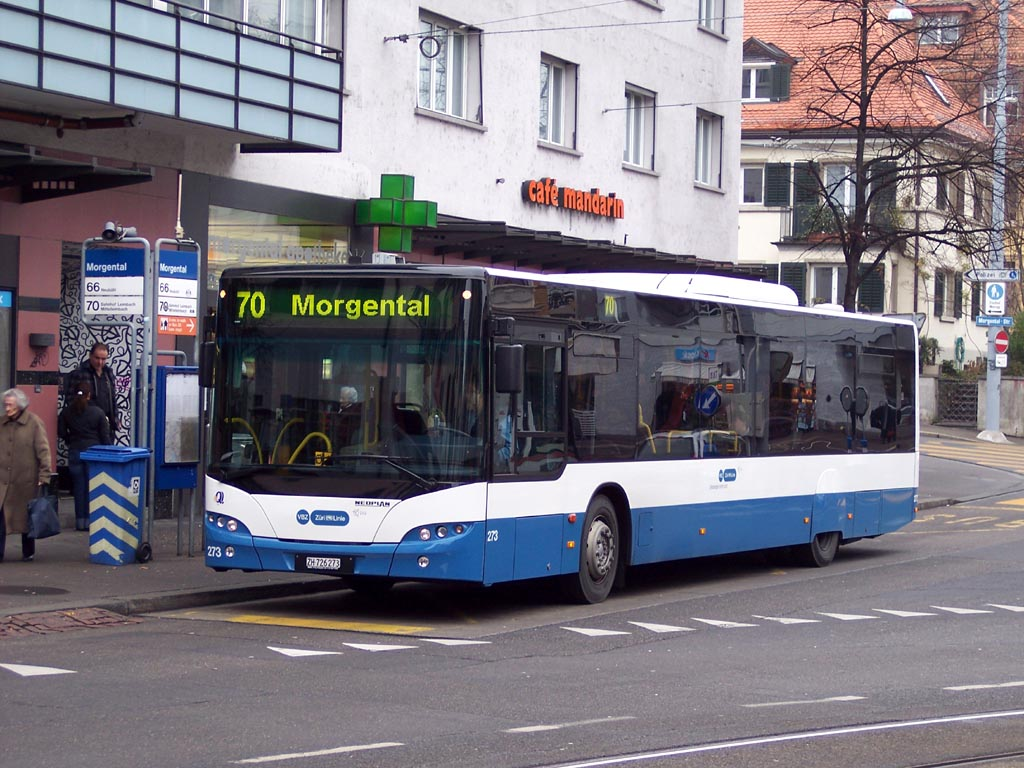
Centroliner Evolution in Zürich

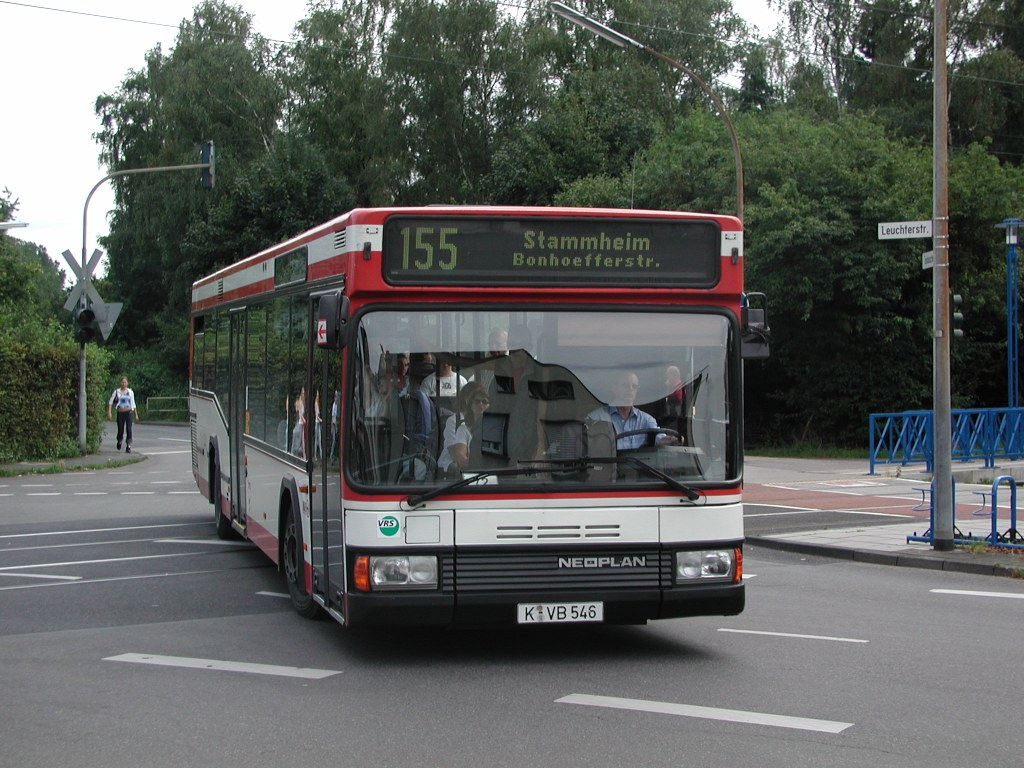
N4014NF (2. Serie) KVB (1992–2007)

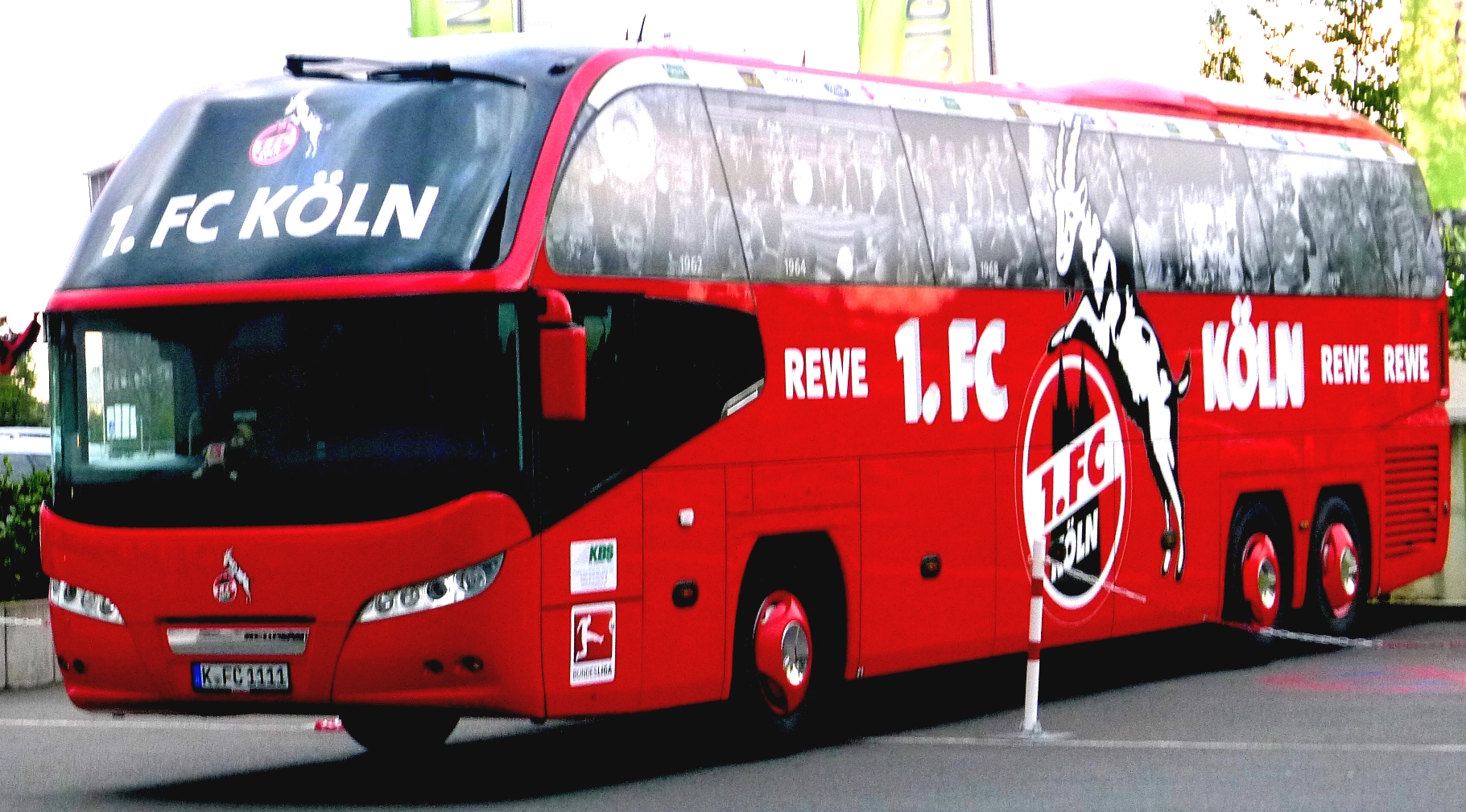
Mannschaftsbus des 1. FC Köln im April 2012

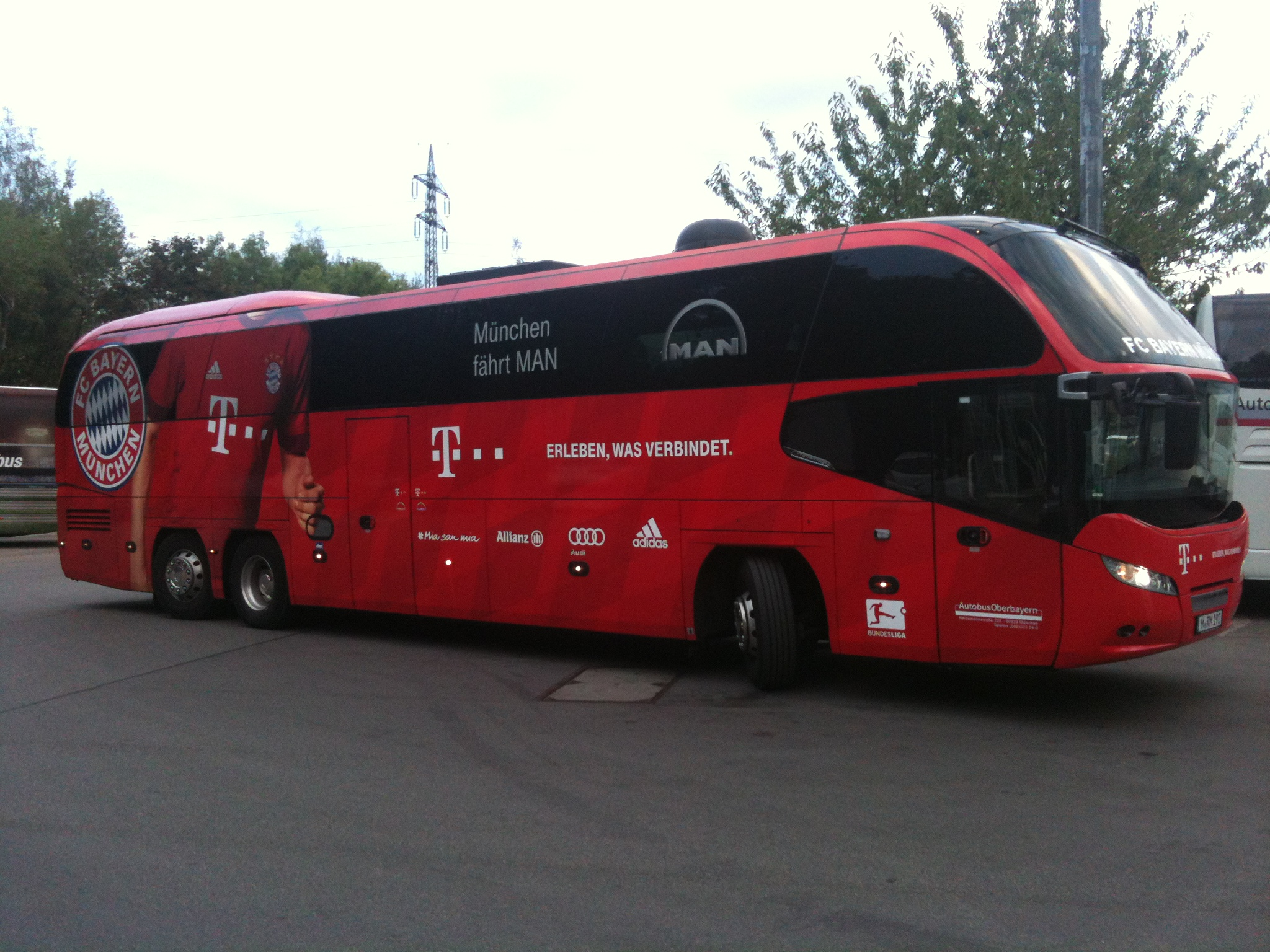
Mannschaftsbus des FC Bayern München, Autobus Oberbayern, München

Am 20. Juni 2001 wurde Auwärter von MAN übernommen und in die Neoplan Bus GmbH umgewandelt. Neoplan und die Omnibussparte von MAN waren fortan in der Neoman GmbH gebündelt. Zum 1. Februar 2008 wurde Neoman als Sparte MAN Bus in die MAN-Nutzfahrzeuge-Gruppe integriert und somit als eigenständiges Unternehmen aufgelöst. Nach der Übernahme durch MAN schwenkte Neoplan bei den Überland- und preisgünstigen Reisebussen auf Modelle mit MAN-Technik um. Mit dem Tourliner wurde 2003 ein neues Fahrzeug auf Basis des MAN Lion’s Coach vorgestellt, das auf längere Sicht die Reisebusversionen des Euroliner ersetzen sollte. Als Ersatz für dessen Kombi- und Überlandversionen wurde 2004 der Trendliner eingeführt, der trotz unterschiedlichen Außendesigns weitgehend baugleich mit dem Schwestermodell MAN Lion’s Regio ist. Wegen anhaltenden Markterfolgs wurde die Produktion des Euroliner jedoch erst im Jahr 2006 weitgehend eingestellt. Im Bereich der höherwertigen Reisebusse wurde die Eigenständigkeit beibehalten: Der Doppeldecker Skyliner wurde 2003 überarbeitet, der Starliner erhielt 2005, der Cityliner 2006 einen Nachfolger. Neuere Exemplare des Spaceliner mit Unterflurcockpit sind nur im Ausland noch häufiger zu sehen; technisch und optisch wurde er weitgehend dem Cityliner der Baureihe 1100 angeglichen. Seit 2006 ist der Spaceliner gar nicht mehr verfügbar. Im Stadtbusbereich war Neoplan 2003 bis 2008 mit dem Centroliner Evolution vertreten, der auf dem MAN-Stadtbus basierte. Im Vergleich zum ursprünglichen Centroliner bedeutet das bei den Fahrzeugdimensionen und der Achskonstruktion sogar einen Rückschritt. Lediglich als Überland-, Midi- und Doppelstockvariante wurde das ursprüngliche Neoplan-Modell noch länger angeboten, mit der Umstellung auf Motoren der Schadstoffnormen Euro IV und höher aber auch eingestellt. Einige Erfolge konnte Neoplan im Bereich der Oberleitungsbusse verbuchen. Dem entsprechenden Modell wurde schließlich der Name Electroliner zugeteilt. Die Karosserie enthielt sowohl Elemente des Centroliner als auch des Centroliner Evolution, bis sie 2008 ein eigenständigeres Gesicht erhielt. Im Rahmen der Schließung des Neoplan-Werks Pilsting konzentriert sich Neoplan auf die Fertigung von Reisebussen und Hochflur-Überlandbussen.

## Situation von Neoplan im MAN-Konzern

### Unternehmenssituation
In den letzten Jahren wurde die Produktion grundlegend umstrukturiert und effizienter gestaltet, dennoch leidet Neoplan unter einer akuten Auslastungsschwäche. Während Auwärter im Jahr 2000 noch fast 2000 Omnibusse produzierte, waren es bei Neoplan 2005 nur noch knapp 900 Fahrzeuge. Das ist vor allem auf das schwierige Marktumfeld im Reisebus-Sektor zurückzuführen, aber auch auf die vielen neu eingeführten Baureihen seit der Übernahme durch MAN, die sich teilweise noch in der Anlaufphase befinden, teils aber auch von den Kunden nicht als „echte“ Neoplans akzeptiert werden. Auch die Einstellung der besonders erfolgreichen und universell verwendbaren Euroliner-Baureihe trägt sicher ihren Anteil daran. Im Jahr 2007 wurden ca. 700 hochwertige Reisebusse in Pilsting und Plauen selbst produziert; Stadt-, Überland- und günstige Reisebusse mit dem Markennamen Neoplan stammen aus polnischer oder türkischer MAN-Produktion. Nach der Konzentration der deutschen Produktion in Plauen ging die Stückzahl der dort gefertigten Busse bis auf nur 250 Stück im Jahr 2013 zurück.

### Wichtige Werke in Deutschland
Von den Produktionsstätten in Deutschland wurde das Werk in Stuttgart 2007 geschlossen. In den anderen werden zwar keine vollständigen Reisebusse mehr produziert, aber es wird weiter gearbeitet.

#### Stuttgart
Zum Jahresende 2005 stellte die Neoplan Bus GmbH ihre Omnibusfertigung in Stuttgart ein. Die Busproduktion in Deutschland wurde fortan auf die beiden Standorte Pilsting und Plauen beschränkt. Ein bestehender Standortsicherungsvertrag wurde nicht erfüllt. Das ebenfalls in Stuttgart angesiedelte Entwicklungs-Kompetenzzentrum für Reise- und Überlandbusse wurde Ende 2007 in andere Standorte integriert, ebenso die übrigen Verwaltungsfunktionen, deren Verlagerung von 2006 bis spätestens Ende 2007 stattgefunden hat. Die Neoplan-Unternehmenszentrale wechselte 2006 nach Pilsting. Nach dem Verlagern der Konstruktion nach München, des Musterbaus nach Pilsting und der Verkaufsniederlassung Baden-Württemberg nach Herrenberg schloss das Werk Stuttgart am 30. April 2007 die Pforten.

#### Pilsting
1973 erwarb Neoplan das Werk in Pilsting, in dem zuvor die Hans Glas GmbH Sämaschinen hergestellt hatte.
Im März 2008 gab MAN bekannt, dass die Omnibusproduktion nunmehr auch aus dem Werk Pilsting, das jahrzehntelang das wichtigste von Neoplan gewesen war, abgezogen und ganz in Plauen konzentriert werden soll. Dadurch werden voraussichtlich etwa 2/3 der ca. 600 Arbeitsplätze am Standort verloren gehen; die Arbeitnehmer sollen neue Arbeitsplätze in der Lkw-Produktion im ca. 120 km entfernten München angeboten bekommen. Das Werk und die übrigen Arbeitnehmer sollen von dem Partnerunternehmen Viseon Bus GmbH unter der Leitung des bisherigen Geschäftsführers der Neoplan Bus GmbH, Joachim Reinmuth, übernommen werden. Zweiter Geschäftsführer wird Ernö Bartha (derzeit leitet er die Bus-Technik der MAN Nutzfahrzeuge). Dieses Unternehmen soll sich laut MAN-Angaben auf kundenspezifische Sonderlösungen konzentrieren, will aber laut Herrn Reinmuth auch selbst Busse produzieren. Wichtigste Produkte sollten anfangs O-Busse, Flughafenbusse und Doppeldecker sein.

#### Plauen
2014 wurde bekannt, dass das Werk in Plauen ebenfalls geschlossen werden soll. Ab März 2015 sollten alle Reisebusse in Ankara produziert werden. Von der Schließung wären 420 Mitarbeiter betroffen gewesen. Mit dem Werk Plauen schließt der letzte deutsche Produktionsstandort für Busse im MAN-Konzern. Zum 1. Mai 2015 wurde der Standort jedoch in ein „Bus Modification Center“ umgewandelt, in dem etwa 140 Mitarbeiter die Endausstattung entsprechend der Kundenwünsche umsetzen.

### Produktion in Ankara
Das Werk in Ankaras Stadtteil Akyurt, in dem heute fast die gesamte Reisebusproduktion der Marke Neoplan stattfindet, nahm 1985 als LKW-Werk seinen Betrieb auf. Die MAN-AG, die seit 1967 in ihrem 1966 als erste MAN-Fabrik außerhalb Deutschlands gegründeten Werk in Istanbul produziert hatte, stieß jenes 1995 ab und übernahm stattdessen das Werk in Ankara.

## Produktpalette

### Reisebusse

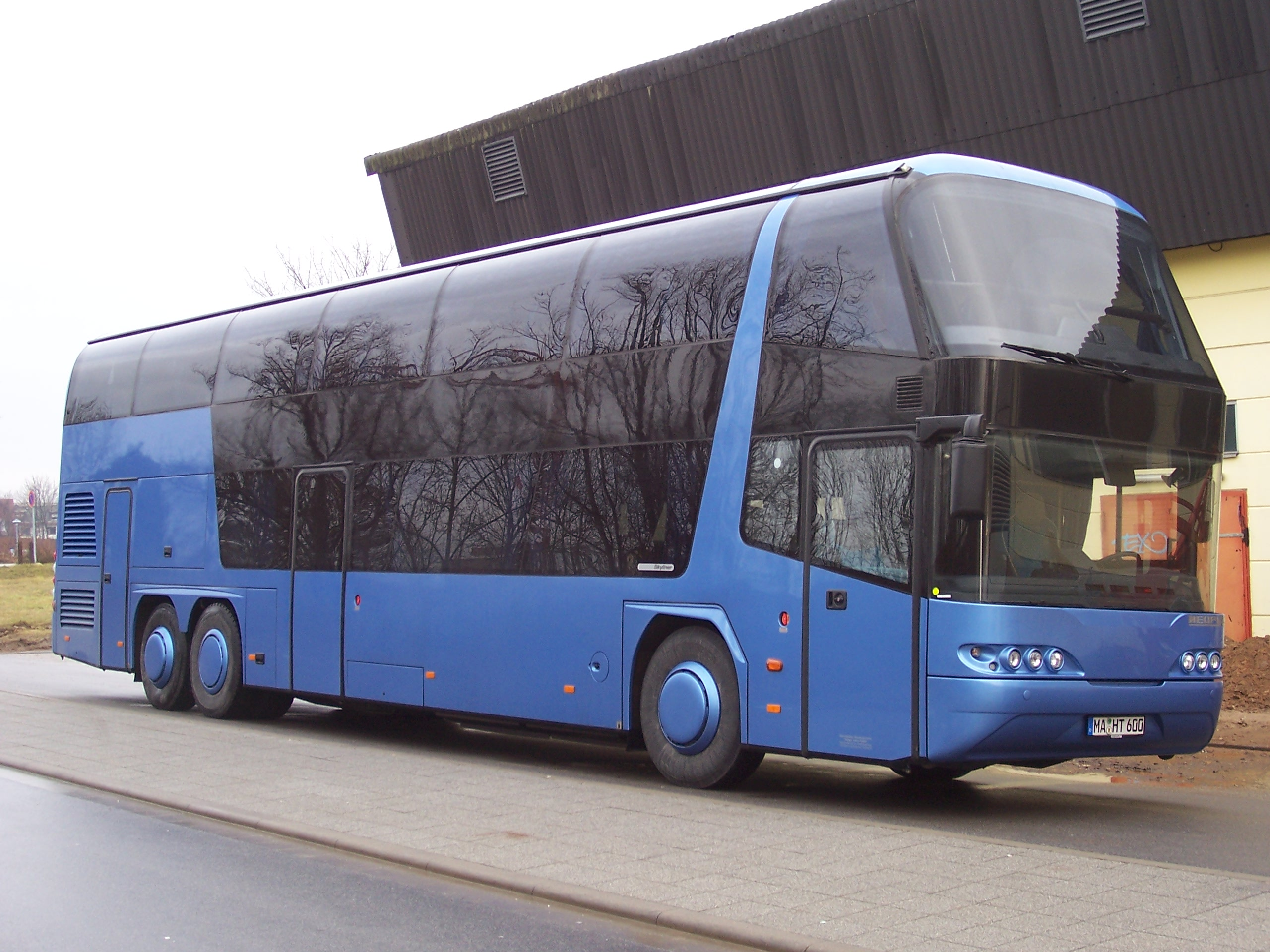
Skyliner (2003 bis 2010)

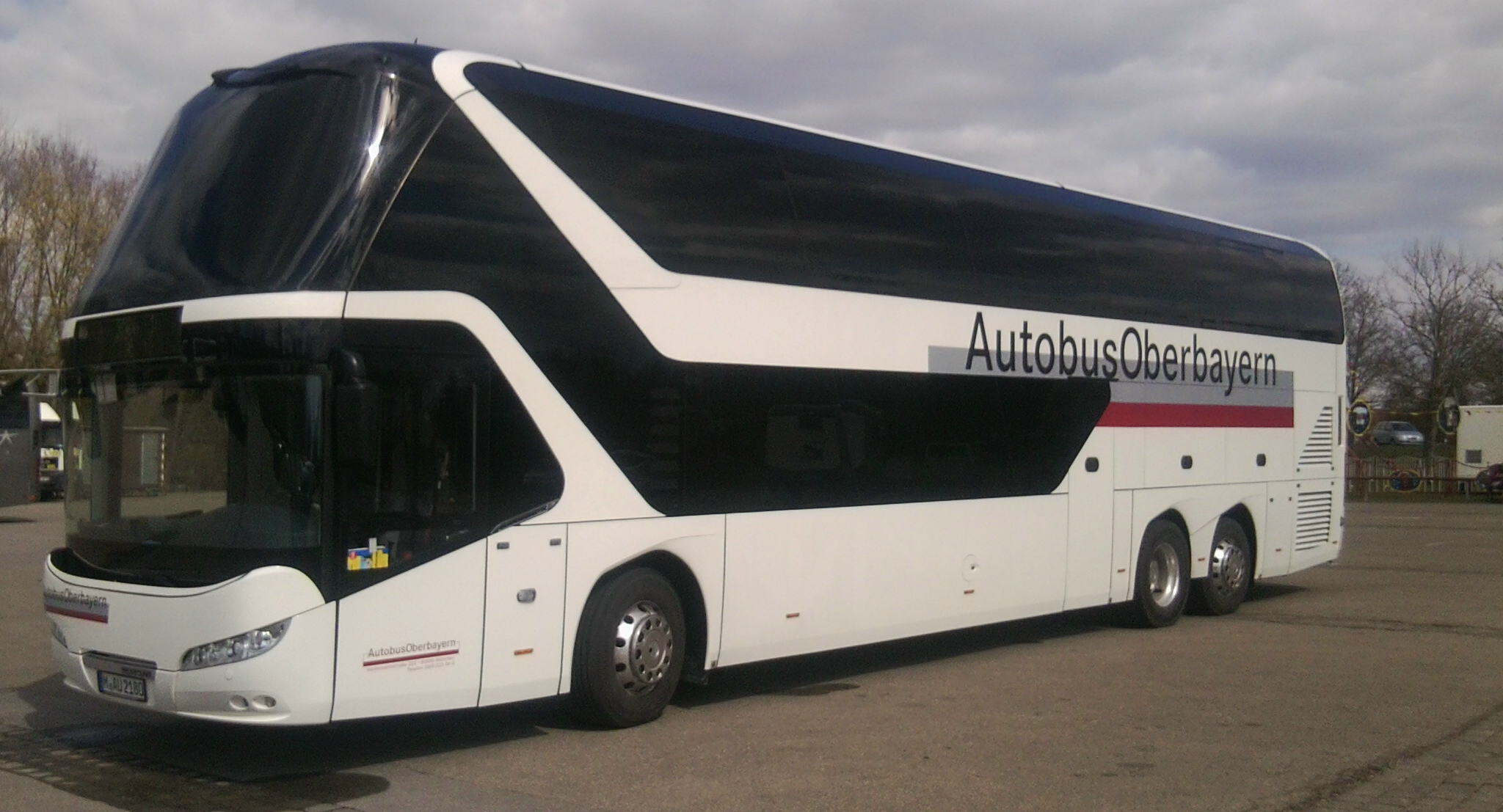
Neoplan Skyliner 2011: Prototyp der Firma Autobus Oberbayern, München

Volumenmodell bei Reisebussen ist weiterhin der Cityliner, ab 2006 in der auf der IAA vorgestellten Baureihe 1200. Dieses Fahrzeug ist in drei Längen von 12,24 m, von 12,99 m als Cityliner C (compact) sowie als Cityliner L (lang) mit 13,99 m erhältlich. Im Premiumbereich war von 1996 bis 2015 der Starliner (Baureihe 5200) als Superhochdecker in zwei Längen erhältlich. Als wirtschaftliche Alternative wird der Tourliner (Baureihe 2200) angeboten, ein abgewandeltes MAN-Modell; dieser ist in vier Längen zu ordern. Ebenfalls dem Premiumsegment zugerechnet wird der Doppeldecker Skyliner. Auch dieses Modell war lange Zeit in verschiedenen Längen verfügbar. Dem Skyliner folgte eine neue Modellgeneration, diese wurde im September 2010 auf der IAA Nutzfahrzeuge vorgestellt. Bis 2012 wurden fünf Fahrzeuge an ausgewählte Kunden in die Fahrerprobung gegeben. Der Kunde Abildskou erhielt Ende Mai 2012 das erste Serienfahrzeug. Heute wird der Skyliner nur noch in 14 m Länge angeboten, allerdings gibt es eine Express-Version. Dieser Bus kann 96 Fahrgäste mitnehmen, im Vergleich zum normalen Skyliner, der nur 83 schafft. Auf der IAA 2012 wurde der Cityliner mit Euro-VI-Motor vorgestellt. Ein Neoplan Starliner, mit Euro-VI-Motor, wurde bereits an einen Kunden übergeben. Seit 2014 werden alle Neoplan-Busse mit umweltfreundlichen Euro-VI-Motoren von MAN ausgerüstet.

### Kombi- und Überlandbusse
Auch im Segment Kombi- und Überlandbusse eroberte sich Neoplan mit dem Transliner (Baureihe 300) und später dem Euroliner (Baureihe 300, später 3300) eine starke Position. Letzterem folgte der gemeinsam mit dem MAN-Schwestermodell Lion’s Regio entwickelte Trendliner (Baureihe 3500), der nicht mehr gefertigt wird, nach. Auf der IAA 2012 wurde ein neuer Überlandbus präsentiert, der wie schon der Vorgänger des Euroliner den Namen Jetliner trägt. Der Bus wird in den Längen 12,3 m und 13 m angeboten. Das Gerippe wird in Polen gefertigt und kommt dann nach Plauen. Der Jetliner passt optisch zur restlichen Neoplan-Familie, außer der Tourliner, der jedoch zur IAA 2016 ein neues Design bekam.

### Stadtlinienbusse
Auch wenn der Marktanteil von Neoplan bei Stadtlinienbussen nie groß war, bewies Neoplan auch in diesem Segment in den 1990er Jahren mit dem Centroliner (Baureihe 4400) seine Technologieführerschaft. Mittlerweile wurde jedoch auch das Nachfolgemodell Centroliner Evolution (Baureihe 4500) mit MAN-Technik eingestellt. In Pilsting produziert Neoplan noch Doppelstock-Stadtbusse der Marken MAN und Neoplan.

### Flughafenbusse
Neoplan war mit dem Airliner einer der führenden Hersteller von Vorfeldbussen. Im Zuge der Übernahme durch MAN wurde das Geschäftsfeld in die Viseon Bus GmbH ausgelagert. Viseon ging 2013 insolvent.

### Alternative Antriebe
In diesem Bereich ist Neoplan mit der 6100er- und 6200er-Baureihe vertreten, die zunächst als STS (Sondertransportsystem) bezeichnet wurde und jetzt den einprägsameren Namen Electroliner trägt. Erhältlich sind Batterie-, Duo-, Hybrid- und Oberleitungsbusse. Der Electroliner wird künftig von der Viseon Bus GmbH angeboten.

### Eisenbahnfahrzeuge

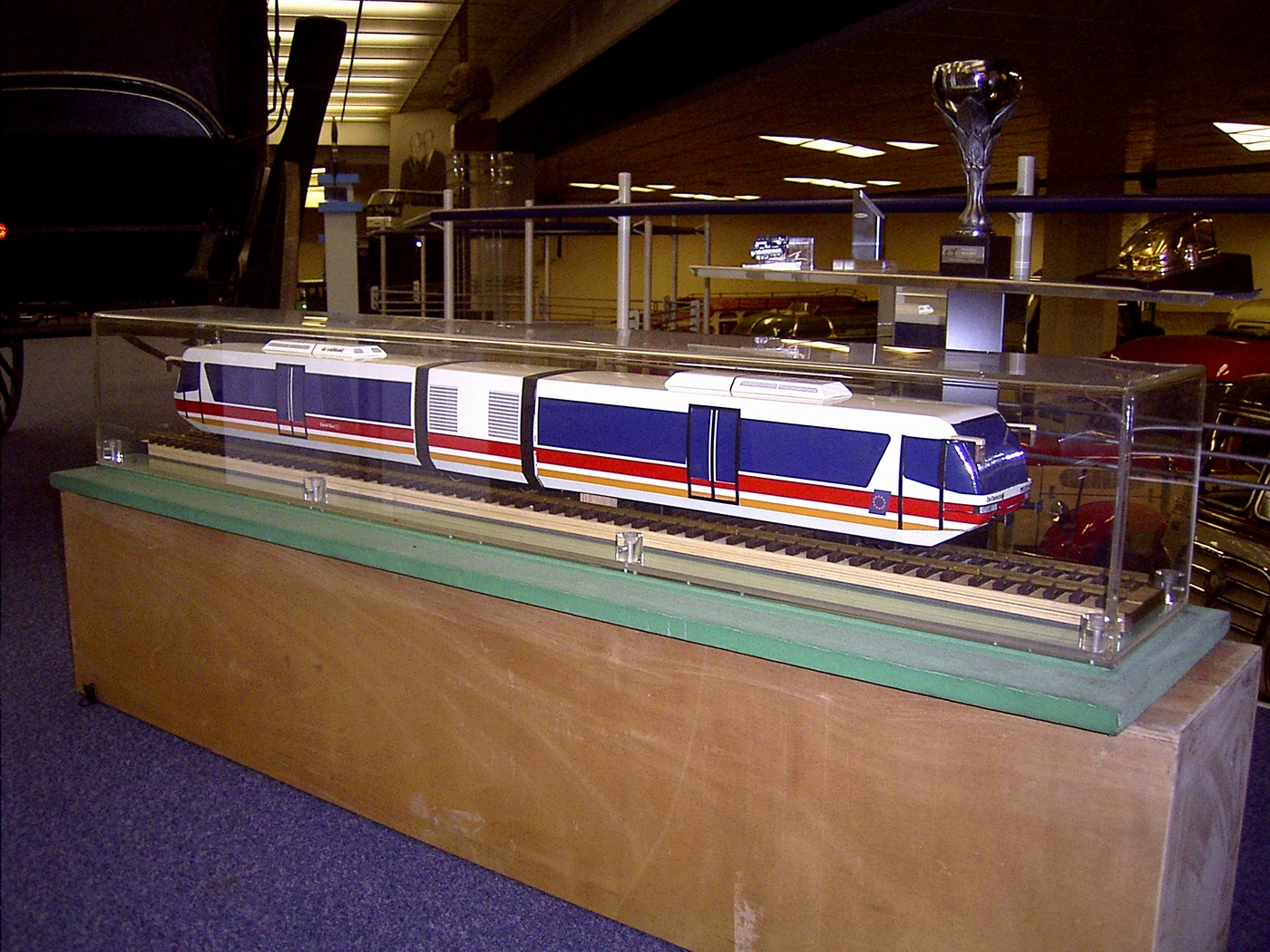
Studie des Eurailbus

Besonders in der Zeit des Wirtschaftswunders hatten auch die privaten ländlichen Eisenbahnen in Baden-Württemberg einen großen Berufsverkehr zu bewältigen, so die der Württembergischen Nebenbahnen AG (Wüna), der Württembergischen Eisenbahn-Gesellschaft (WEG) und der Mittelbadischen Eisenbahnen (MEG). Mit Zuschüssen des Landes wurden pro Bahnstrecke ein, in Sonderfällen zwei Dieseltriebwagen finanziert, deren Platzangebot aber nicht ausreichte. Für weitere Triebwagen gab es kein Geld, doch die Substanz der Stahlfahrgestelle der hölzernen Personenwagen aus der Dampflokzeit war unverwüstlich. So schuf das Unternehmen Gottlob Auwärter ab 1954 omnibusähnliche Personenwaggon-Aufbauten, die auf die alten Untergestelle aufgesetzt wurden. Daneben baute die WEG-Hauptwerkstatt Neuffen auch neue Chassis für Auwärter-Aufbauten, so dass gemeinsam komplett neue Eisenbahnfahrzeuge entstanden. Die Privatbahnen beschafften sich auf diese Art frühzeitiger als die damalige Bundesbahn zeitgemäße, moderne Fahrzeuge. Auch wurden einzelne Triebwagen der Vorkriegsbauart modernisiert, und Auwärter führte die Umbauten durch.
Auwärter nahm die Eisenbahnaufträge jeweils für das Winterhalbjahr an, da dann wenig Omnibusbestellungen von Reisebüros eingingen. Dieser clevere Turnus sicherte die Arbeitsplätze in Möhringen und den Privatbahnen einen preisgünstigen Einkauf. Allerdings zog sich die Lieferung von Fahrzeugserien so über mehrere Jahre hin. Die Montage der Eisenbahnfahrzeuge erfolgte in Möhringen oder Neuffen, transportiert wurde per Straßentieflader. Für Einzelstücke charakteristisch war, dass keine genauen Baupläne erstellt wurden, sondern allenfalls grobe Skizzen. So sparte man sich Entwicklungskosten. Der eigentliche Bau erfolgte „in medias res“ nach dem Prinzip „wir machen einen Schritt und dann sehen wir, ob es passt“, indem bewährte Elemente aus dem Auwärter-Busbau wie Fenster und Türen mit den vorgegebenen zulässigen Hauptmaßen für Eisenbahn-Fahrzeugaufbauten verknüpft wurden. So entstanden bis 1969 rund zwei Dutzend Fahrzeuge, die sich gut bewährten, beliebt waren und zum Teil bis Anfang der 1990er Jahre im Einsatz standen. Die beiden Erstlinge von 1954 und ein Einzelstück von 1964 bewahrt der Verein Härtsfeld-Museumsbahn in Neresheim. Ein weiterer Auwärter-Eisenbahnwagen befand sich im Auwärter-Museum Möhringen bis zu dessen Schließung.

In den 1990er Jahren wurde zusammen mit De Dietrich Ferroviaire ein Konzept für ein Schienenfahrzeug namens Eurailbus vorgestellt, eine Art Gelenk-Schienenbus ähnlich dem GTW 2/6. Darüber hinaus wurde unter dem Titel Eurailtram ein Straßenbahn-Wagentyp basierend auf dem Wagenkasten des Neoplan MIC konzipiert. Mangels Kundeninteresse wurden diese Projekte jedoch nie realisiert.

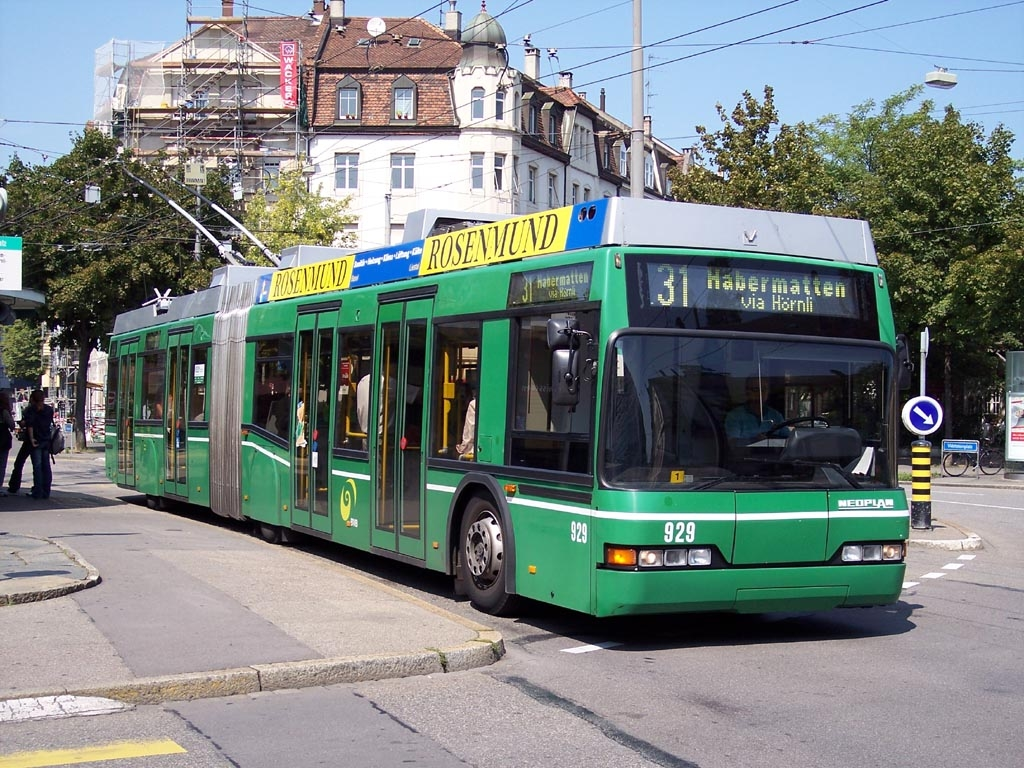
Ein Neoplan-Trolleybus beim Trolleybus Basel
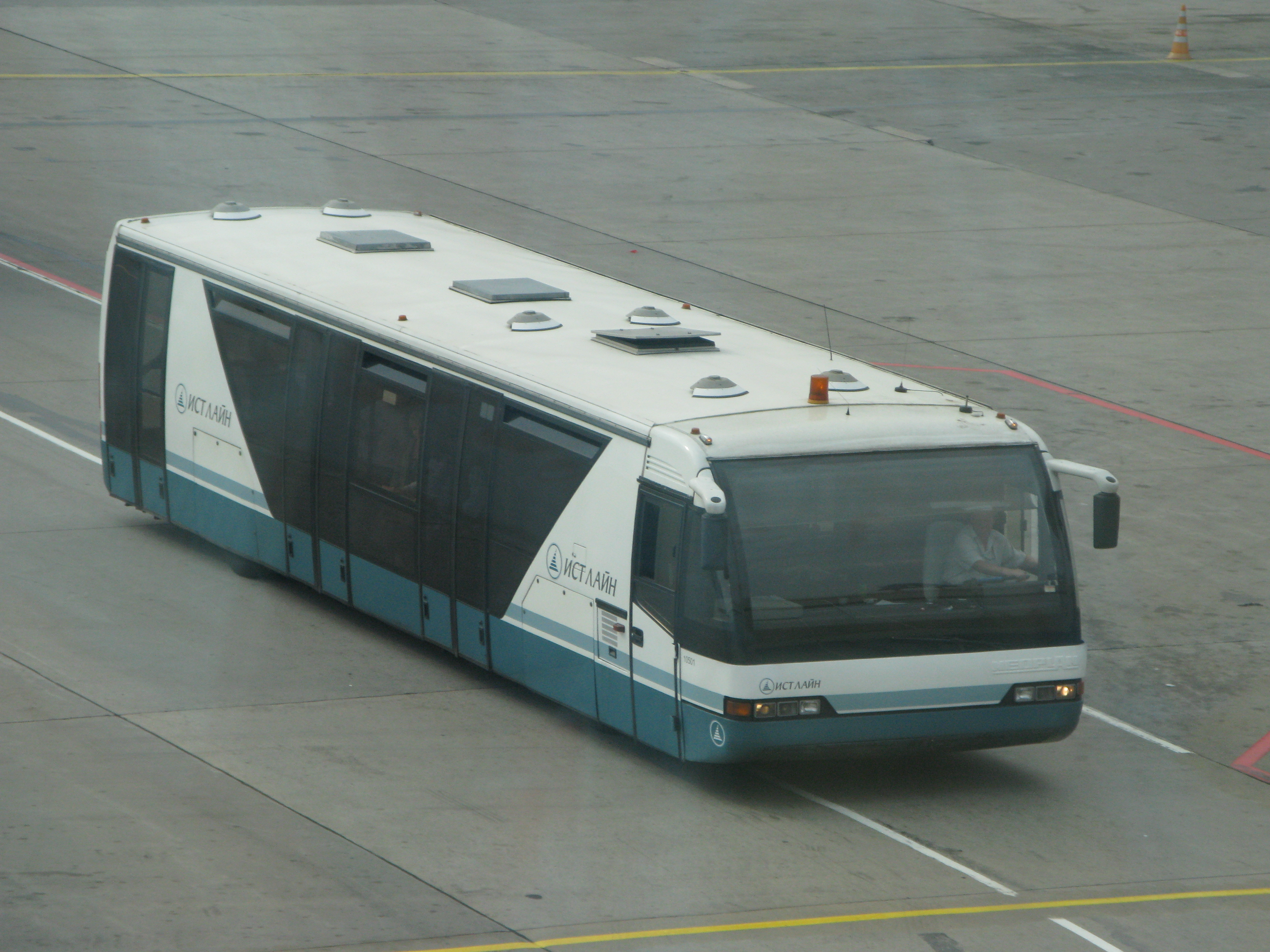
Ein Neoplan-Vorfeldbus auf dem Flughafen Moskau-Domodedowo

## Fahrzeug-Identifizierungsnummer
Die Fahrzeug-Identifizierungsnummer (VIN) entspricht bei Neoplan-Busmodellen, die vor der Übernahme durch MAN eingeführt wurden, folgendem Schema:
| Beispiel-VIN | W                                      | A                                      | G                                      | 2                                            | 0                               | 3                               | 1                               | 6                               | 6                                               | 3                                                                | N                                                                                   | U | 1                   | 2                   | 3                   | 4                   | 5                   |
| Angabe       | Herstellercode                         | Herstellercode                         | Herstellercode                         | Achsen                                       | Typ                             | Typ                             | Typ                             | Typ                             | Motor                                           | Modelljahr                                                       | Werk                                                                                | Ausführung | fortlaufende Nummer | fortlaufende Nummer | fortlaufende Nummer | fortlaufende Nummer | fortlaufende Nummer |
| Bedeutung    | W = Deutschland AG = Auwärter, Gottlob | W = Deutschland AG = Auwärter, Gottlob | W = Deutschland AG = Auwärter, Gottlob | 2 = Zweiachser 3 = Dreiachser 4 = Vierachser | 0516 = N 516 4421 = N 4421 etc. | 0516 = N 516 4421 = N 4421 etc. | 0516 = N 516 4421 = N 4421 etc. | 0516 = N 516 4421 = N 4421 etc. | 2 = Daimler-Benz 4 = Cummins 6 = MAN 8 = Scania | A = 1980 … Y = 2000 (I, O, Q, U ausgelassen) 1 = 2001 … 6 = 2006 | S = Stuttgart P = Pilsting B = Berlin N = Plauen U = Lamar (USA) G = Kumasi (Ghana) | S = Standard E = Standard lang U = Überland B = Überland lang K = Kombi C = Kombi lang H = Hochdecker G = Hochdecker lang D = Superhochdecker J = Superhochdecker lang N = Niederflur-Stadtbus P = Doppelstockbus U = Niederflur-Überlandbus |                     |                     |                     |                     |                     |

Seit der Übernahme durch MAN im Jahr 2001 werden die Identifizierungsnummern aller überarbeiteten oder neu auf den Markt gebrachten Modelle nach einem neuen System vergeben, das – bis auf den Herstellercode WAG am Anfang – der VIN-Systematik von MAN entspricht. Diese enthält an vierter bis sechster Stelle die Typnummer, jedoch nicht die Typbezeichnung (N …).

## Auwärter-Museen
Seit den 1980er Jahren bis zur Schließung des Werks in Stuttgart-Möhringen unterhielt Neoplan dort ein Unternehmensmuseum, das Gottlob-Auwärter-Museum. Ausgestellt waren hauptsächlich Omnibusse aus der privaten Sammlung von Konrad Auwärter, darunter auch Produkte anderer Hersteller. Seit 2008 besteht in Stuttgart wieder ein Gottlob-Auwärter-Museum. Daneben eröffnete Konrad Auwärter mit Unterstützung des Omnibusclubs München 2006 in Landau an der Isar bei Pilsting ein Auwärter-Museum.